# Huis Nassau-Siegen (1607-1623)
Het Huis Nassau-Siegen was een zijtak van de Ottoonse Linie van het Huis Nassau, een Duitse adellijke familie. Het Huis Nassau-Siegen ontstond in 1607 door de deling door de zoons van graaf Johan VI ‘de Oude’ van Nassau-Siegen en heerste over een deel van het graafschap Nassau. Het huis splitste in 1623 in een katholieke en protestantse linie. Voordien was er nog een zijtak die Nassau-Siegen genoemd wordt.

## Ontstaan van het huis
De stad Siegen en het omliggende Siegerland was een van de oudste bezittingen van het Huis Nassau. In een oorkonde uit 1079/1089 wordt Rupert vermeld als voogd in Siegen van de aartsbisschop van Mainz. Deze Rupert is een van de oudst bekende voorouders van de latere graven van Nassau. Bij de Prima divisio uit 1255 kwam het Siegerland in bezit van graaf Otto I van Nassau. Diens oudste zoon Hendrik I van Nassau-Siegen kreeg van zijn neef rooms-koning Adolf van Nassau in 1298 de ijzer- en zilvermijn Ratzenscheid bij Wilnsdorf en de overige groeven in het Siegerland waar zilver gewonnen kon worden. Daarmee werd de grondslag gelegd voor de Bergregal (de rechten op de bodemschatten in hun gebied) van de graven van Nassau. Slot Siegen bleef onder de opvolgers van graaf Hendrik I lange tijd de belangrijkste residentie. Pas in de zestiende eeuw nam Slot Dillenburg die functie over, maar de stad Siegen bleef wel het economische zwaartepunt van het graafschap.
Bij het overlijden van graaf Johan VI ‘de Oude’ van Nassau-Siegen op 8 oktober 1606 werd hij opgevolgd door zijn zoons Willem Lodewijk, Johan VII ‘de Middelste’, George, Ernst Casimir en Johan Lodewijk. Op 30 maart 1607 deelden de broers hun bezittingen, waarbij Johan ‘de Middelste’ het Siegerland verkreeg. Johan ‘de Middelste’ werd daarmee de stamvader van het huis.

## Regerende graaf: JohanVII ‘de Middelste’

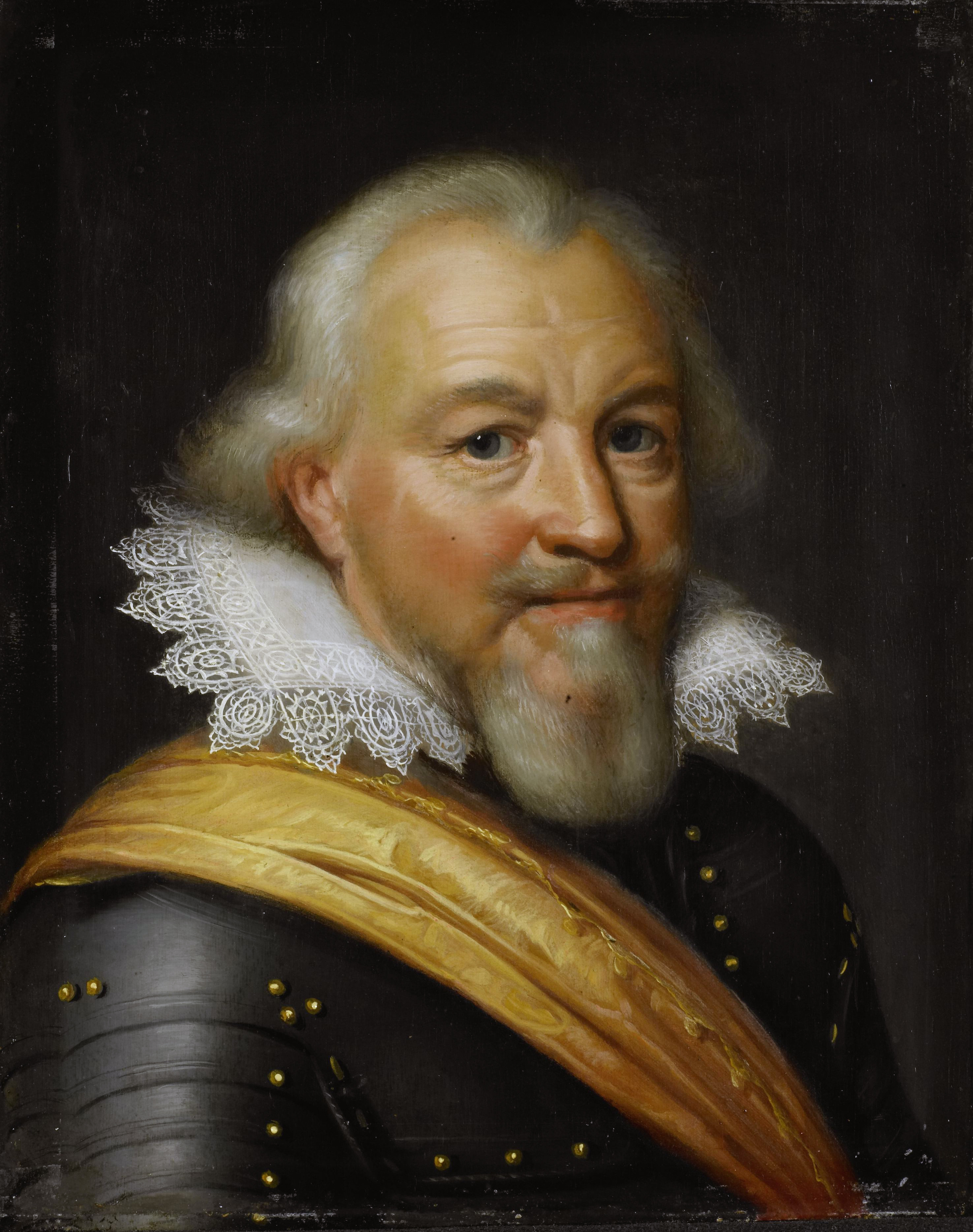
Graaf Johan VII ‘de Middelste’ van Nassau-Siegen. Atelier van Jan Antonisz. van Ravesteyn, ca. 1610-1620, Rijksmuseum Amsterdam.

Graaf Johan VII ‘de Middelste’ van Nassau-Siegen (Slot Siegen, 7 juni 1561 – aldaar, 27 september 1623) was de tweede zoon van graaf Johan VI ‘de Oude’ van Nassau-Siegen en diens eerste echtgenote Elisabeth van Leuchtenberg. Johan ‘de Middelste’ bezocht eerst de gravenschool in Siegen en ging daarna – in 1576 – samen met zijn drie oudste broers Willem Lodewijk, George en Filips en zijn neef, Maurits, naar de Universiteit van Heidelberg, maar verliet deze op verzoek van zijn vader al het jaar daarop. Hij betreurde zijn vertrek geenszins, want hij vond ‘das Studieren nicht anmutig’. Johan werkte zich al vroeg in de administratie, financiën en militaire zaken van zijn vaders graafschap in.
Johan ‘de Oude’ had plannen om de financiën van het graafschap Nassau-Siegen te saneren door een rijk huwelijk van zijn zoon, maar toen Johan ‘de Middelste’ verklaarde dat hij zijn hart al geschonken had, deed de vader niet de minste poging om de politieke rede te laten zegevieren over de wens van de zoon. Door zijn huwelijk in 1581 met Magdalena van Waldeck-Wildungen (net als zijn grootmoeder Juliana van Stolberg-Wernigerode weduwe van een graaf van Hanau-Münzenberg) versterkte Johan ‘de Middelste’ de verhoudingen binnen de Wetterauer Grafenverein en droeg zo – ook zonder wezenlijke financiële bijdrage – bij tot de versterking van het Huis Nassau.
Johan ‘de Middelste’ hield zich vanaf 1584 bezig met het versterken van de verdedigingswerken van Nassau en de Dillenburg. Bij de militaire hervorming van Johan ‘de Oude’, vooral diens invoering van de algemene dienstplicht, zorgde Johan ‘de Middelste’ voor een betere opleiding. Uitgaande van het besef dat men de dienstplichtige onderdanen niet hulpeloos naar de slachtbank mocht leiden, zorgde hij voor een degelijke opleiding van de manschappen onder de wapenen. Hij bestelde uniforme geweren van hetzelfde kaliber voor hen, zodat de een de ander kon helpen met kogels. En hij creëerde uniforme kleding, zich er duidelijk van bewust dat de mannen zich in dat uniform soldaat zouden voelen. Uniformen en uniforme bewapening waren iets geheel nieuws voor die tijd. Voor het trainen met het geweer vond Johan de dril uit. De manschappen stonden welwillend tegenover deze maatregel, omdat zij zelf zagen hoe zij door voortdurende oefening een enorme tijdwinst behaalden in het hanteren van wapens en daardoor een grote voorsprong hadden op hun tegenstanders. Tegen de algemene dienstplicht is in de Nassause stamlanden, en vooral in het eerst getroffen Siegerland, nooit enig protest gerezen, want de strijd van de graven voor de vrijheid van de Nederlanden beschouwde de bevolking ook als hun eigen strijd. Zij deelden met de landsheer de bijbels gefundeerde overtuiging van het recht van deze opstand tegen de verkrachting van lichaam en ziel.

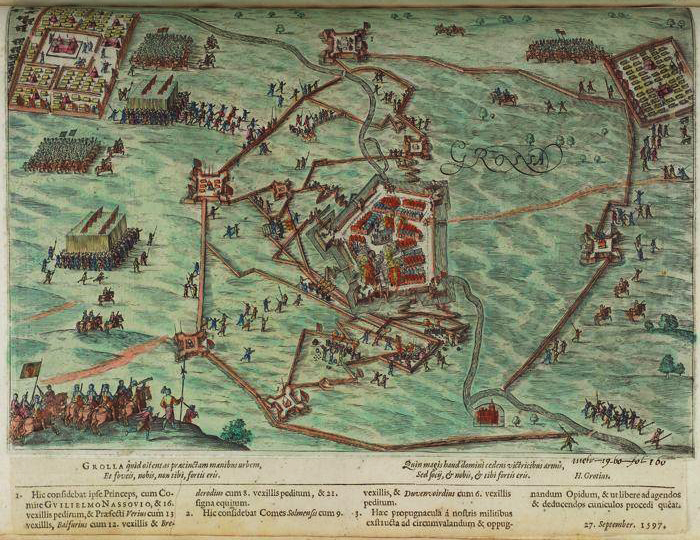
Het beleg van Groenlo (1597).

Verhoudingsgewijs laat, namelijk pas in 1592, betrad Johan het Nederlandse oorlogstoneel. Daar woonde hij de belegeringen van o.a. Steenwijk en Coevorden bij. Met prins Maurits had hij eerder een band als broer dan als neef, omdat zij hun jeugd samen hadden doorgebracht in Dillenburg en Siegen. Toen Johan hem en zijn broer Willem Lodewijk zijn aantekeningen met zijn gedachten over een militaire opleiding liet zien, werd dat ‘nun wol im anfang ein solches veracht und für Superfluum gehalten’. Spoedig echter moest Maurits inzien dat de Ausschußmänner uit het graafschap Nassau-Siegen en de gelijk opgeleide boeren uit het Westerwald beter waren dan de Nederlandse soldaten. Onmiddellijk werd de aanpak van Johan in alle garnizoenen van de verenigde provincies ingevoerd. Een nieuw type mortier dat door Johan was uitgevonden, samen met de bijbehorende brandkogels, die hij beide in Siegen had laten gieten, werd in 1597 uitgeprobeerd bij het beleg van Groenlo en had een verwoestend effect.
Johan zette zijn gedachten op papier wanneer ze bij hem opkwamen: onder de titels Observationes, Landesrettungswerk, Memorial, Discours, enz. Samen vormen zij een Kriegsbuch dat alle militaire kennis van die tijd weerspiegelt, maar vooral een schat aan geheel nieuwe ideeën bevat, van de kunst van grote vestingwerken tot de meest voordelige inrichting van een ‘geheime kamer’. Zijn militaire geschriften legden de grondslag voor de overmacht van het Staatse leger en vormden zo een essentiële bijdrage tot de overwinning. Ze werden in 1973 opnieuw uitgegeven. Johan was een van de belangrijkste militaire theoretici uit zijn tijd en zijn reputatie reikte tot ver buiten de grenzen van het Heilige Roomse Rijk.
Johan was een voorvechter van protestantse politieke eenheid tegen de krachten van de contrareformatie. Hij bereikte echter zelden een grotere politieke invloed. Daarvoor ontbrak het hem ondanks hoge intelligentie, ijver en behendigheid aan het nodige doorzettingsvermogen. De omvang van de ambitieuze politieke plannen van Johan en in welke macht van een protestantse unie, zoals hij zich die voorstelde, hij geloofde, blijkt het best uit het feit dat hij in 1598 serieus het idee wilde uitdragen om zijn neef Maurits tot Duits koning te laten kiezen.
Op het grote operatieterrein van de contrareformatie had koning Sigismund III, de katholieke Wasa, Polen en Zweden in zijn hand verenigd. Diens oom, de calvinistische hertog Karel van Södermanland leidde de oppositie tegen Sigismund. Johan vond het een zaak voor protestanten om Karel te ondersteunen. Daarom reisde hij, met toestemming van de Wetterauer Grafenverein, naar het strijdtoneel in Lijfland. Karel bood Johan onmiddellijk het opperbevel aan, dat hij ‘trotz der geringen Lusten’ aannam, maar slechts voor de duur van drie maanden, want het Zweedse leger verkeerde in een meer dan slechte staat. Na drie maanden, waarin Johan verschillende schermutselingen had gewonnen en veel materiaal van de Polen had buitgemaakt, maar het beleg van Riga niet tot een goed einde had kunnen brengen, smeekte Karel hem om in Lijfland te blijven en het opperbevel te blijven voeren. Johan liet zich overhalen. Onmiddellijk daarna brak zo'n felle koude uit dat binnen zes weken 40.000 mensen doodvroren en verhongerden, waaronder 4500 van de 6000 voetsoldaten uit Nassau. En weer, na drie maanden, werd Johan overgehaald om te blijven. Toen werden echter door eerst de invallende dooi en daarna een muiterij alle militaire operaties tenietgedaan. Johan schreef tevergeefs om geld te krijgen om de troepen te betalen. Hij had zijn kettingen en juwelen al lang verpand voor soldij. Uiteindelijk nam hij echt afscheid. Karel stelde voor de reis naar Lübeck een Zweeds oorlogsschip ter beschikking, dat wegens hevige stormen lange tijd op Bornholm moest blijven. Johans soldij van 18.000 gulden was 29 jaar later nog steeds niet door de Zweden betaald. En toch had de zware noordse reis Johan iets goeds gebracht. Hij ontmoette de jongste dochter van hertog Johan van Sleeswijk-Holstein-Sonderburg (een broer van koning Frederik II van Denemarken) en trouwde in 1603 met haar, hoewel hij al een zoon had die een jaar ouder was dan deze Margaretha. Johans eerste vrouw was al in 1599 overleden.

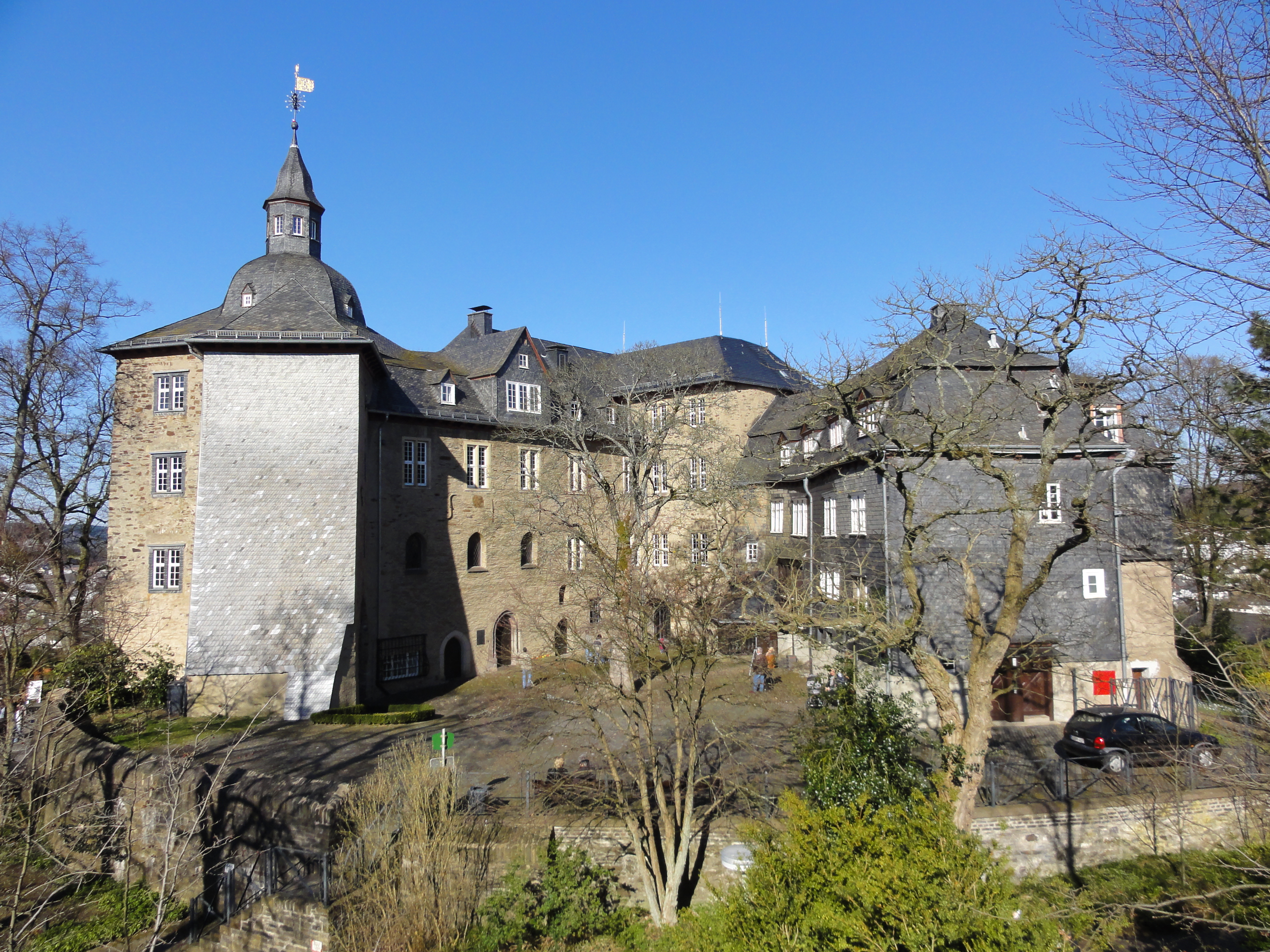
Slot Siegen.

Bij het overlijden van zijn vader op 8 oktober 1606 volgde Johan zijn vader op samen met zijn broers Willem Lodewijk, George, Ernst Casimir en Johan Lodewijk. Op 30 maart 1607 deelden de broers hun bezittingen, waarbij Johan de stad Siegen, Freudenberg, Netphen, Hilchenbach, Ferndorf en het Haingericht verkreeg. Ook sloten de broers toen een erfverdrag. Bij deze overeenkomst werd het de erfgenamen van de broers uitdrukkelijk verboden over te gaan naar een ander geloof dan de gereformeerde belijdenis. Sinds de verdeling had Johan zijn residentie op Slot Siegen, dat rond die tijd door hem vernieuwd werd.
Op 25 maart 1609 overleed hertog Johan Willem van Gulik-Kleef-Berg kinderloos. Zijn erfenis werd geclaimd door Palts-Neuburg, Brandenburg, Saksen en Palts-Zweibrücken. De eerste twee kandidaten waren protestants, de andere twee katholiek. Johan, die altijd uit was op de eenheid van het protestantse kamp, wilde koste wat kost een oorlog tussen Brandenburg en Palts-Neuburg vermijden, en hij slaagde erin tijdens voorbereidende onderhandelingen in Siegen en in 1609 in Dortmund een overeenkomst te bereiken tussen paltsgraaf Wolfgang Willem van Neuburg en keurvorst Johan Sigismund van Brandenburg over een gemeenschappelijke gedragslijn. Beiden vroegen Johan het opperbevel over hun troepen op zich te nemen, voor het geval het erfenisgeschil niet zonder wapengeweld kon worden opgelost. De Landesrettungsverein van de Wetterau benoemde hem tot kolonel. Als bemiddelaar zette Johan succesvol de erfenis van zijn grootvader Willem ‘de Rijke’ voort.
In september van 1610 onderhandelde Johan als gezant van de protestantse standen met de leider van de Katholieke Liga, hertog Maximiliaan I van Beieren, waarbij ze een voor beide partijen bevredigende overeenkomst sloten. In 1615 bemiddelde hij in Brunswijk een overeenkomst tussen de stad en hertog Frederik Ulrich van Brunswijk-Wolfenbüttel.
Johans idee om de protestantse zaak goede leiders van een volksleger te geven, was de reden voor de in 1616 in Siegen gestichte Kriegsschule, waarschijnlijk de eerste militaire academie ter wereld. De vorsten die Johan om financiële hulp vroeg, gaven hem geen stuiver. Maar ondanks dat hij door het steunen van de Nederlandse Opstand zo in de schulden zat dat hij een tijdlang overwoog zijn residentie in Siegen op te geven en bij zijn broer Willem Lodewijk te gaan wonen, richtte hij niettemin de school op. Zijn vrouw Margaretha schreef in die tijd een brief aan koning Christiaan IV van Denemarken, waarin ze vroeg om de betaling van een oude schuld. Mogelijk heeft Deens geld gediend om de Kriegsschule te openen. De Dertigjarige Oorlog brak echter zo vroeg uit dat de Kriegsschule in Siegen geen effect kon sorteren en spoedig ophield te bestaan.
Toen de jonge keurvorst Frederik V van de Palts door de protestantse standen werd aangespoord de Boheemse koningskroon te aanvaarden, deed hij dit na uitvoerig overleg met vorst Christiaan I van Anhalt-Bernburg en Johan. En terwijl Frederik naar Bohemen ging om die ene winter te regeren (waarnaar hij later ‘de Winterkoning’ werd genoemd), bracht Johan de Palts in staat van verdediging. Johan kreeg ook de opdracht om plannen te maken voor de versterking van de Rijn van Bonn tot Rheinberg, om de vesting van Düsseldorf te moderniseren en om een systeem van vestingwerken voor de Ruhr, de Eems en de Lippe te ontwerpen. Hij moest de landsverdediging voor Berg, Mark en Kleef voorbereiden, nadat hij het ambt van veldmaarschalk in Gulikse dienst had geweigerd.
Na het uitbreken van de vijandelijkheden in de Dertigjarige Oorlog bleef hij aanvankelijk trouw aan zijn oude, langdurige band met de Palts, en bleef hij achter als opperbevelhebber van de in de Palts staande troepen. Op deze wijze bracht hij, bij de nadering van de keizerlijke troepen en die van de Katholieke Liga, zijn eigen land in groot gevaar, en toch waren er de meest dringende verzoeken van zijn broers voor nodig om hem er eindelijk toe te brengen de zaak van zijn vriend te verlaten en naar Siegen terug te keren, waar hij zich vervolgens, wijdde aan alle voorbereidingen ter bescherming van stad en land.

### Regeling van de opvolging bij testamenten van 1607, 1618 en 1621

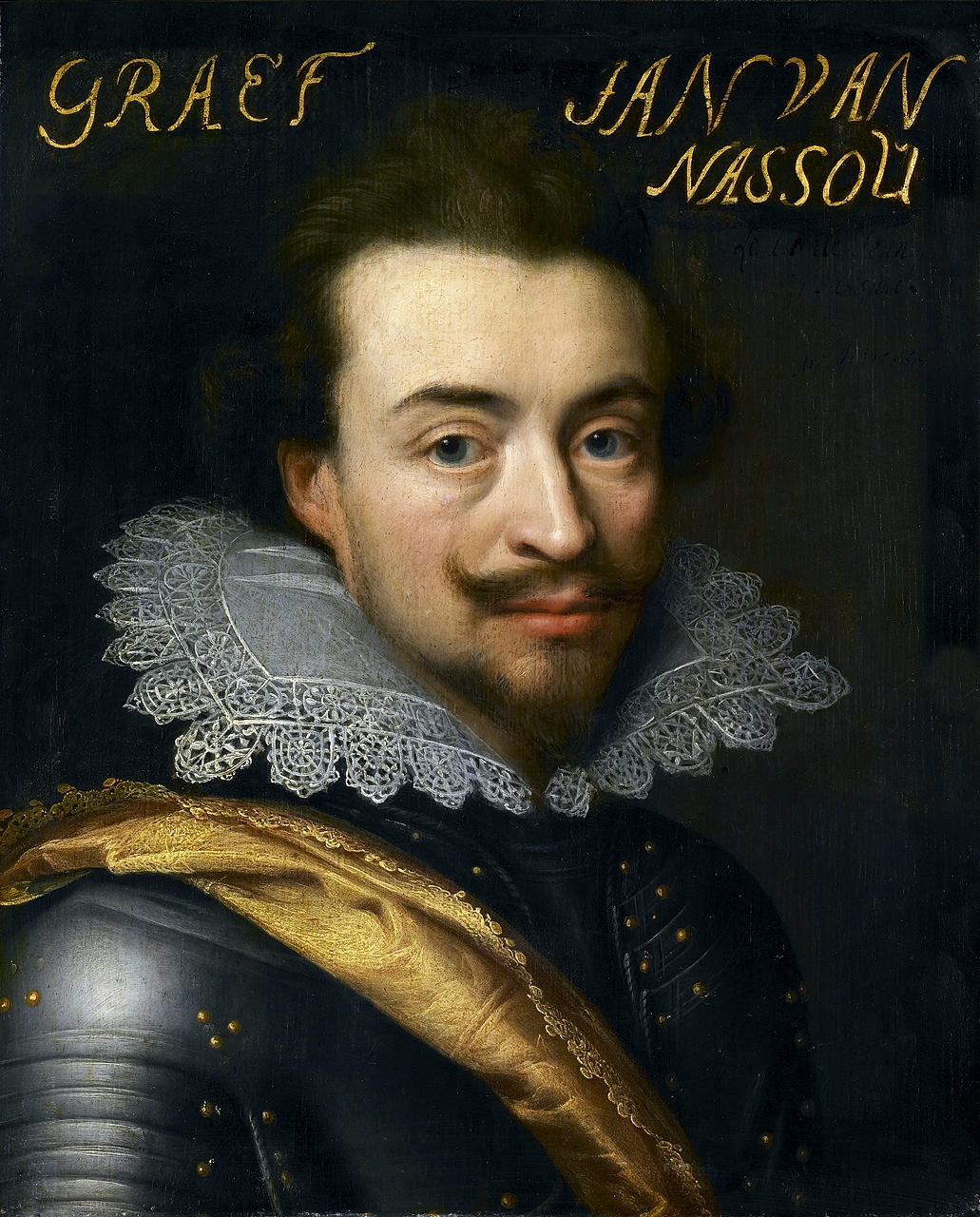
Graaf Johan VIII ‘de Jongere’ van Nassau-Siegen. Atelier van Jan Antonisz. van Ravesteyn, ca. 1614-1633, Rijksmuseum Amsterdam.

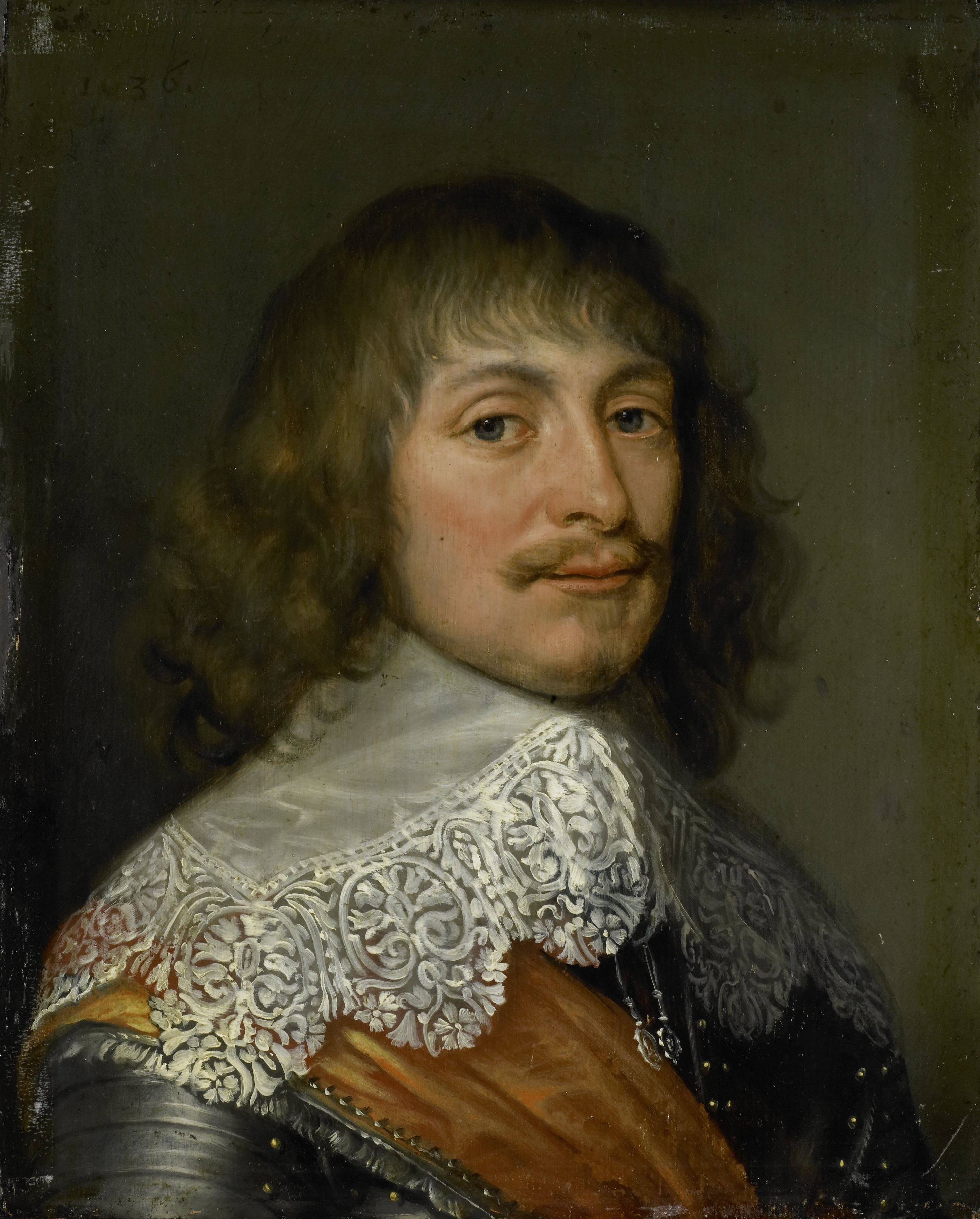
Prins George Frederik van Nassau-Siegen. Anoniem portret, 1636, Rijksmuseum Amsterdam.

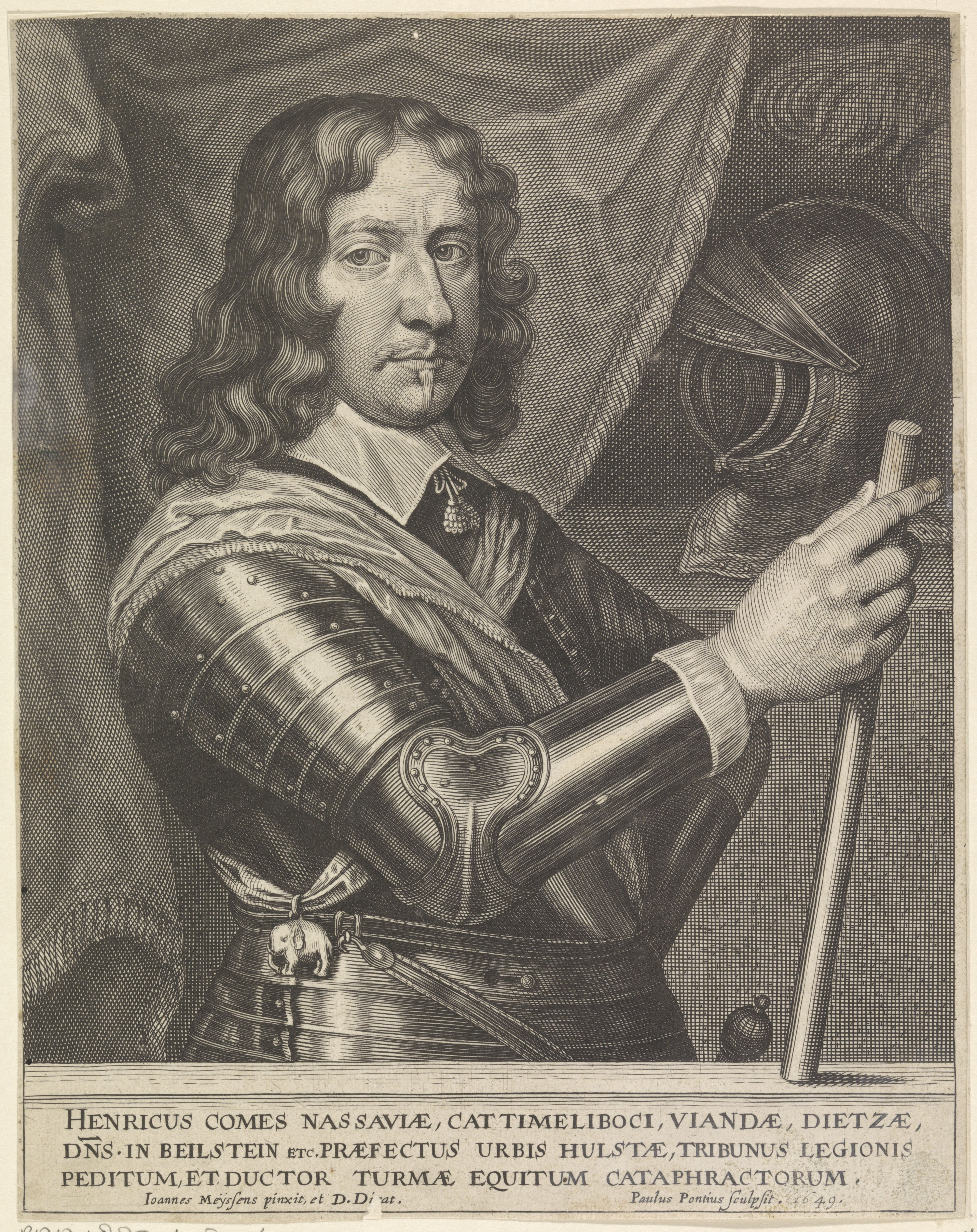
Graaf Hendrik van Nassau-Siegen. Prent van Paulus Pontius naar een schilderij van Joannes Meyssens, Rijksmuseum Amsterdam.

Toen Johan in 1607 het graafschap Nassau-Siegen had gekregen, besloot hij dat zo’n klein land (het had ongeveer 9.000 inwoners en bracht jaarlijks ongeveer 13.000 gulden op) niet opnieuw verdeeld moest worden. Om dat te voorkomen had hij een testament gemaakt, waarin stond dat alleen de oudste zoon zou regeren, en de andere kinderen met geld of ambten moesten worden gecompenseerd. Als een van de meest overtuigde voorvechters van het protestantisme, was het voor Johan bijzonder pijnlijk dat zijn tweede zoon, Johan ‘de Jongere’, zich in 1613 bekeerde tot de katholieke kerk. In een codicil van 8 oktober 1613 legde Johan ‘de Middelste’ uitdrukkelijk vast dat zijn erfgenamen het land in de gereformeerde belijdenis moesten laten. Aan dit bij testament vastgestelde huisrecht veranderde de bekering van Johan ‘de Jongere’ tot het katholicisme aanvankelijk niets, omdat hij niet de oudste zoon was. Dat was namelijk Johan Ernst.

Tot grote verrassing van zijn verwanten trad Johan ‘de Jongere’ in 1617 in dienst bij de Spanjaarden en sloot zich dus aan bij de tegenstanders van het Huis van Nassau en de Republiek der Verenigde Nederlanden. In hetzelfde jaar sneuvelde zijn oudere broer Johan Ernst in dienst van de Republiek Venetië. De overgang van Johan ‘de Jongere’ naar de politieke vijand trof zijn vader even hard als destijds de bekering tot het katholicisme. Deze nieuwe situatie dwong Johan ‘de Middelste’ zich af te vragen of een vijand van Nassau en de Nederlanden überhaupt zijn erfgenaam kon blijven. Op 15 november 1617 verklaarde Johan ‘de Middelste’ zijn testament van 8 april 1607 voor ongeldig. Afschaffing van de primogenituur, d.w.z. het eerstgeboorterecht, zou echter een verdeling van het kleine land hebben betekend, en daarom verzette Johan ‘de Middelste’ zich tegen alle voorstellen in die richting. In plaats daarvan liet hij, in een minnelijke overeenkomst, zijn zoon op 31 december 1617 een verklaring ondertekenen, waarin deze verklaarde dat, hoewel hij zelf katholiek was en bleef, hij zijn onderdanen niet tot een andere dan de bestaande geloofsbelijdenis zou dwingen. Al zijn broers raadden Johan ‘de Middelste’ aan het eerstgeboorterecht te wijzigen, maar hij vertrouwde vast op het woord, de brief en het zegel van zijn zoon. Op 22 december 1618 stelde Johan ‘de Middelste’ een tweede testament op, dat de bovengenoemde toezeggingen van zijn zoon als voorwaarde had en nog steeds vasthield aan het eerstgeboorterecht. Hij stelde echter op de invoering van het ‘papendom’ de straf van onterving. Daarbij ging hij er uitdrukkelijk van uit dat de Nederlandse tak van het Huis Nassau hem te hulp zou schieten, zoals zijn vader destijds Willem van Oranje te hulp was geschoten. Hij heeft zich daarom herhaaldelijk tot zijn neef Maurits gewend om van hem de verzekering van bijstand te verkrijgen voor het geval dat zijn zoon zijn woord niet zou houden en in het Siegerland geweld zou gebruiken met de hulp van Spaanse of keizerlijke troepen. Maar Maurits en de Staten-Generaal toonden zich totaal niet geïnteresseerd in wat er in het kleine Nassau-Siegen gebeurde. Dit was een bittere teleurstelling voor Johan ‘de Middelste’, hoewel hij aan de andere kant besefte dat de Nederlanden niet overal konden ingrijpen en zelf al problemen genoeg had. Een tijdlang heeft hij zelfs overwogen een Nederlands garnizoen in de stad Siegen te laten leggen.

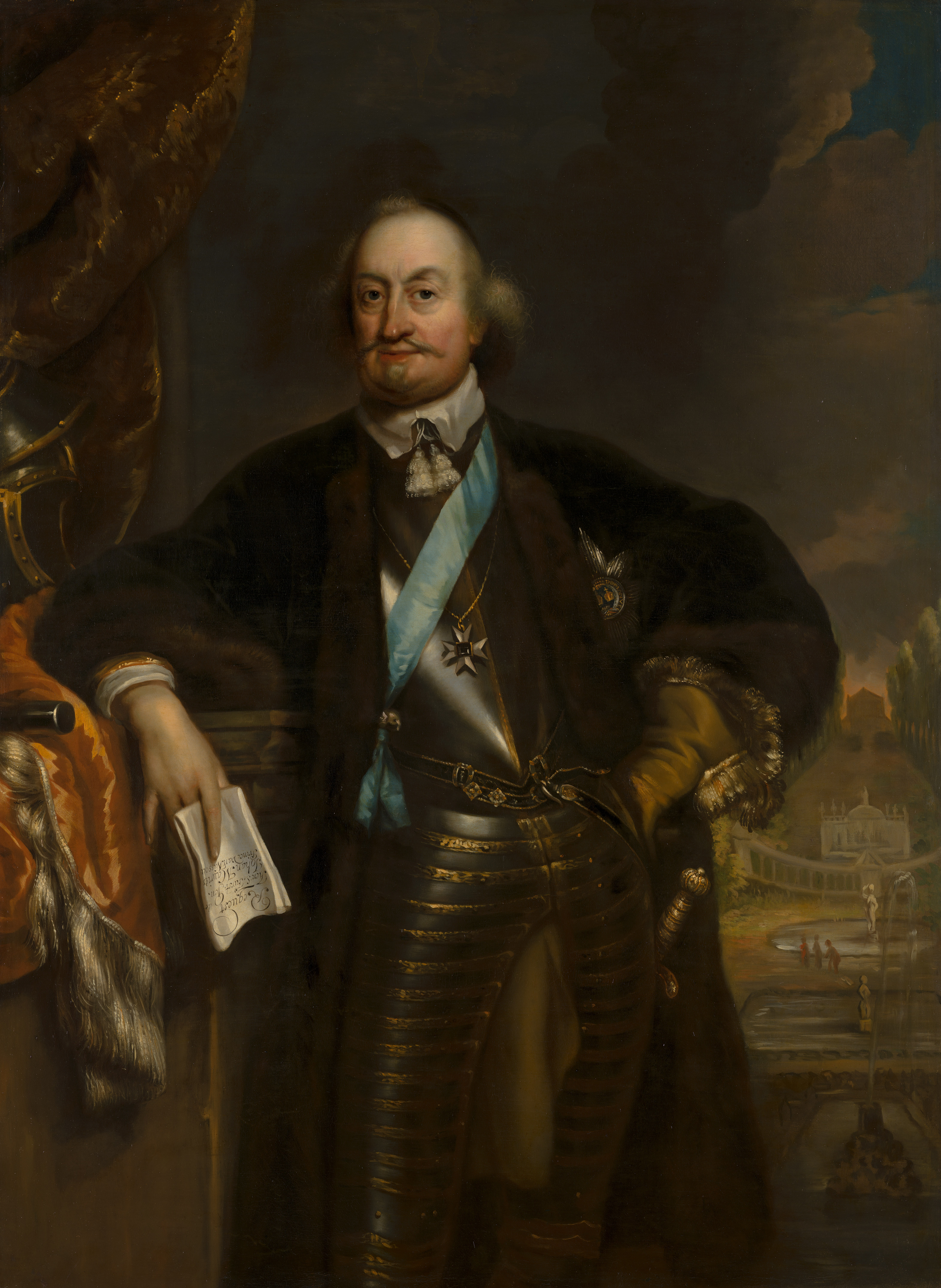
Vorst Johan Maurits van Nassau-Siegen. Atelier van Jan Antonisz. van Ravesteyn, ca. 1620-1630, Rijksmuseum Amsterdam.

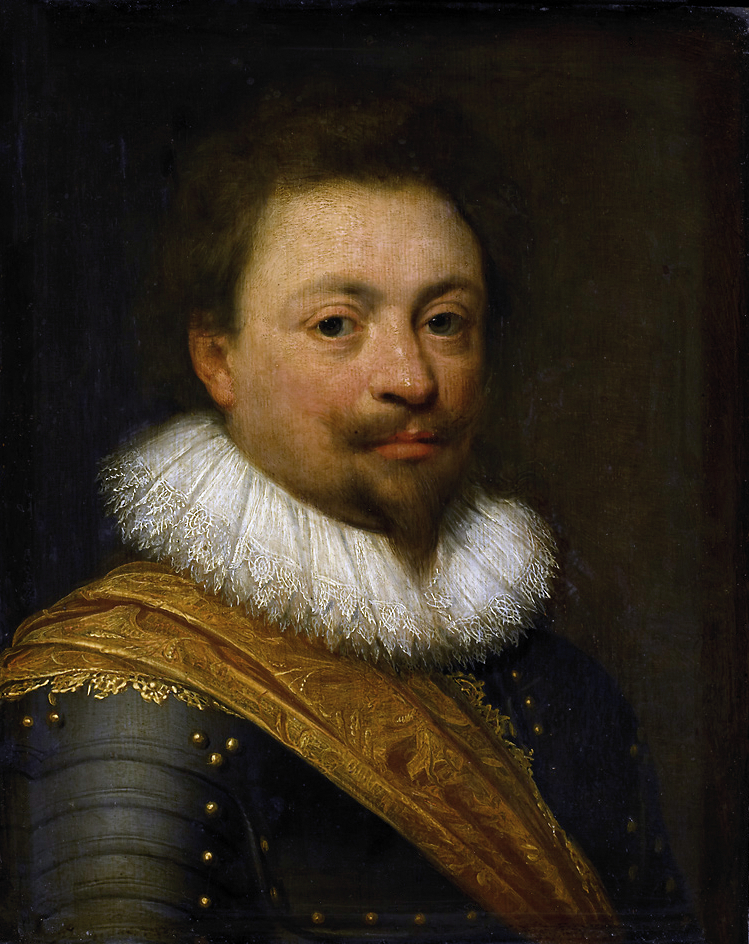
Graaf Willem van Nassau-Siegen. Atelier van Jan Antonisz. van Ravesteyn, ca. 1620-1630, Rijksmuseum Amsterdam.

Waarom Johan ‘de Middelste’ toch een diep wantrouwen tegen zijn zoon koesterde, ondanks diens bevestigingen, kunnen niet meer volledig opgehelderd worden. Misschien omdat Johan ‘de Jongere’ overal luidkeels verkondigde dat geen macht ter wereld hem kon beletten de erfenis in Nassau-Siegen te aanvaarden, omdat de macht van de keizer en de koning van Spanje achter hem stond. Misschien kende Johan ‘de Middelste’ ook de invloed van de familie de Ligne en de katholieke geestelijkheid op zijn zoon. Het is zeker dat dergelijke geruchten van alle kanten aan hem werden overgebracht, en dat zijn verwanten en andere protestantse standen hem keer op keer voor zijn zoon waarschuwden. Pas toen hij ervan overtuigd was geraakt dat zijn zoon onder invloed van de jezuïeten stond en dat de mogelijkheid van een katholiek gebied binnen de Nassause landen een gevaar voor de protestantse inwoners betekende, liet hij zich overhalen tot het maken van een nieuw testament. Op 3 juli 1621 stelde hij een derde testament op, waarin hij iets vastlegde dat hij tot dan toe altijd als volslagen onzinnig had beschouwd, namelijk om het kleine graafschap Nassau-Siegen, dat nauwelijks in staat was om één heer te onderhouden, in drie delen te splitsen. Zijn drie oudste zoons, Johan ‘de Jongere’, Willem en Johan Maurits, zouden elk een derde deel krijgen. Het bestuur van de stad Siegen zou gemeenschappelijk voor de drie zoons blijven.

Voor Johan ‘de Jongere’ was in het derde testament dus slechts een derde van het graafschap voorzien. Op 6 augustus 1621 werd hij hiervan op de hoogte gesteld met een nauwkeurige opgave van de redenen die zijn vader tot deze stap hadden bewogen. Pas op 9 mei 1623, dat wil zeggen twee jaar later, protesteerde Johan ‘de Jongere’ hiertegen met een brief vanuit Frankfurt aan de raadsheren van Siegen. Natuurlijk had hij intussen niet stilgezeten en had hij niet geschroomd om zijn vader bij de keizer aan te klagen. Ten tijde van zijn protestbrief was hij zeker al op de hoogte van het Poenale mandatum cassatorium, dat keizer Ferdinand II enige tijd later, op 27 juni 1623, officieel uitvaardigde en waarmee Johan ‘de Middelste’ meegedeeld werd dat hij ten tijde van het opmaken van zijn derde testament als medestrijder van de vogelvrij verklaarde Winterkoning niet gerechtigd was een testament op te maken. Hij moest dit testament dus intrekken en zich binnen twee maanden voor een keizerlijk gerechtshof verantwoorden. Het heeft er alle schijn van dat Johan ‘de Jongere’ er daarna voor teruggeschrokken is het keizerlijk decreet aan zijn ernstig zieke vader te laten bezorgen.
Johan ‘de Middelste’ overleed op 27 september 1623 op Slot Siegen. Geen van de drie in het testament genoemde zoons was bij het overlijden van hun vader aanwezig. Op 13 oktober arriveerden Willem en Johan Maurits in Siegen, en op 26 oktober Johan ‘de Jongere’. Johan ‘de Middelste’ werd op 5/15 november 1623 begraven in de Nicolaaskerk in Siegen. Georgius Remus schreef een Leichenpredigt voor Johan die in 1624 in Herborn werd uitgegeven. Op 29 april 1690 werd Johan ‘de Middelste’ samen met zijn beide echtgenotes herbegraven in de Fürstengruft in Siegen.

### Strijd om de opvolging en splitsing in een katholieke en protestante linie
Iedereen wist dat er ruzie zou komen bij de voorlezing van het testament op 11 december 1623. Johan ‘de Jongere’ liet het keizerlijke decreet voorlezen, en toen zijn broers daar niet erg van onder de indruk waren, zei hij bij het opstaan: ‘Der Kaiser wird uns scheiden!’. Hij had de voorzorg genomen om een volgend keizerlijk decreet van 20 november 1623 te verkrijgen tegen gravin-weduwe Margaretha en haar zoons, waarin de keizer ten strengste verbood om de regeringsaanvaarding van Johan ‘de Jongere’, zijn inbezitneming van het land en zijn huldiging te belemmeren. Johan ‘de Jongere’ kon op 12 januari 1624 de huldiging van de stad Siegen aanvaarden, maar alleen omdat hij tevoren in een hevige sneeuwstorm heimelijk een eskadron geselecteerde ruiters door de kasteelpoort (dus niet door een stadspoort) de stad had binnengelaten, zodat zij door de stadswachten niet gezien of gehoord konden worden.
Johan ‘de Jongere’ kreeg dus de hele erfenis. Maar op 13/23 januari 1624 stond Johan ‘de Jongere’ vrijwillig de soevereiniteit over het ambt Hilchenbach met de Burcht Ginsburg en enkele plaatsen die tot de ambten Ferndorf en Netphen behoorden, aan Willem af. Voortaan had het graafschap Nassau-Siegen, tot 1645, twee regeringen, de ene in Siegen, de andere in Hilchenbach. Voor een korte periode (1632–1635) onderging deze situatie echter een tijdelijke verandering: tijdens de Dertigjarige Oorlog kwamen zijn broers, die aan protestantse zijde vochten, in opstand tegen Johan ‘de Jongere’.
Graaf Lodewijk Hendrik van Nassau-Dillenburg trad op 1 december 1631 in dienst van koning Gustaaf II Adolf van Zweden, die op 24 juni 1630 in Duitsland was geland om ten gunste van de protestanten in te grijpen in de Dertigjarige Oorlog. Gravin-weduwe Margaretha wendde zich door bemiddeling van Lodewijk Hendrik tot Gustaaf Adolf en vroeg om hulp tegen de machinaties van haar stiefzoon Johan ‘de Jongere’. Bijgevolg zond de Zweedse koning op 14 februari 1632 vanuit Frankfurt een bevel aan Lodewijk Hendrik om zijn verwant Johan Maurits militaire steun te verlenen. Lodewijk Hendrik bezette toen de stad Siegen met zijn regiment bestaande uit Nederlandse en Zweedse soldaten. Een dag later, op 29 februari, arriveerden Johan Maurits en zijn broer Hendrik in Siegen. Zoals acht jaar eerder Johan ‘de Jongere’ zijn ruiterij in reserve had gehouden, zo onderhandelden nu Johan Maurits en Hendrik, gesteund door de aanwezigheid van het Zweedse regiment, met de burgers, die zich gebonden voelden door de eed die zij aan Johan ‘de Jongere’ hadden gezworen. Op 4 maart, na lange en moeizame onderhandelingen, huldigden de burgers Johan Maurits en Hendrik. Johan Maurits verkreeg voor zichzelf niet alleen het ambt Freudenberg, dat zijn vader in het testament van 1621 voor hem bestemd had, maar ook Netphen, dat in hetzelfde testament voor Johan ‘de Jongere’ bestemd was. Willem werd niet alleen bevestigd in het bezit van Hilchenbach, maar kreeg ook Ferndorf en Krombach, zoals het testament van zijn vader had bepaald. De stad Siegen bracht alleen hulde aan Willem en Johan Maurits, die pas in 1635 hun oudere broer Johan ‘de Jongere’ weer tot de mede-soevereiniteit toelieten. Deze herstelde echter spoedig de oude orde: in 1636 werd hij opnieuw de enige eigenaar van de bezittingen van zijn vader, met uitzondering van Hilchenbach, dat hij aan Willem liet, en bestuurde hij de stad Siegen weer alleen. Johan Maurits werd opnieuw uitgesloten van de soevereiniteit over het graafschap. In 1642 erfde hij echter het grondgebied van zijn broer Willem, overeenkomstig het testament van zijn vader.

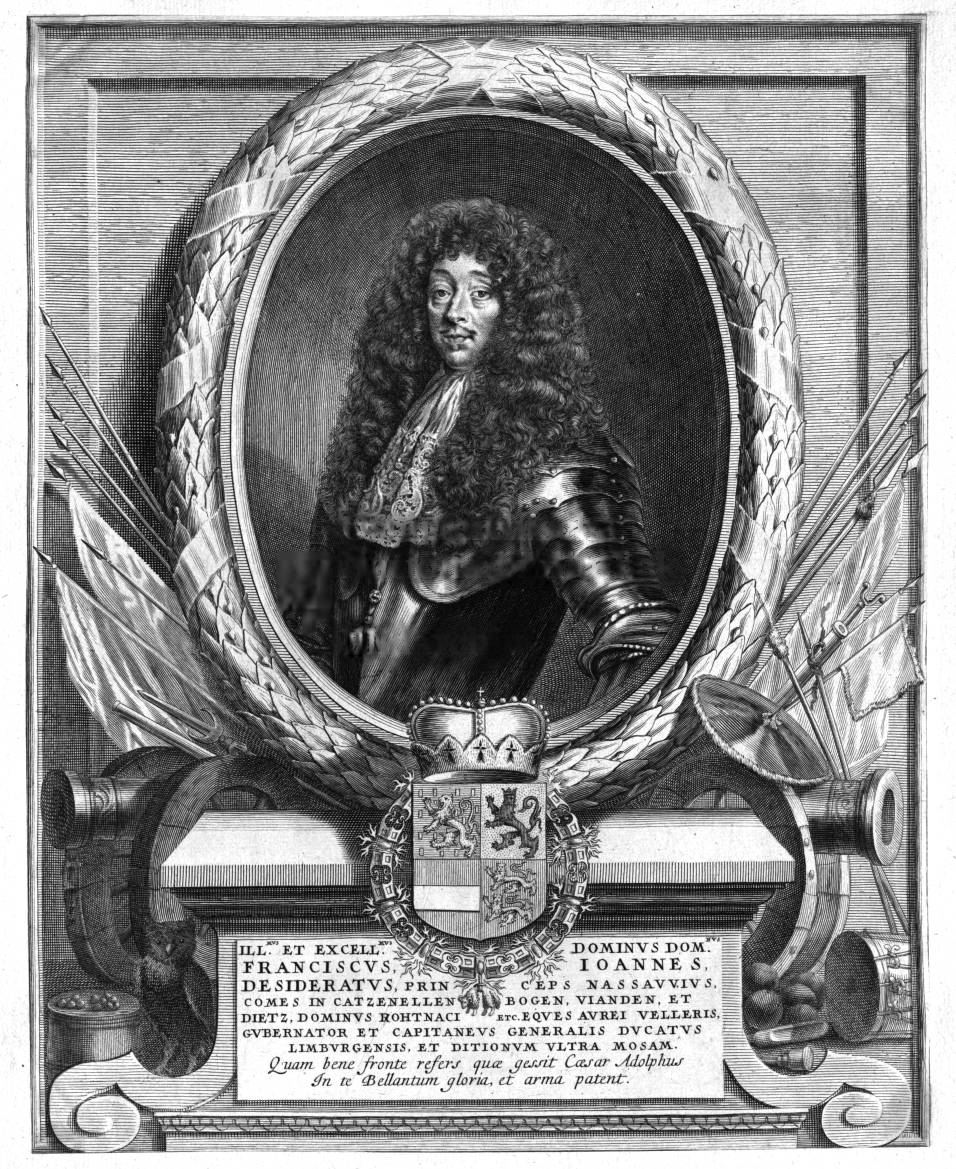
Vorst Johan Frans Desideratus van Nassau-Siegen. Österreichische Nationalbibliothek.

Johan ‘de Jongere’ overleed op 27 juli 1638 in Ronse. Zijn enige zoon Johan Frans Desideratus werd op 28 juli 1627 in Nozeroy geboren. Die stond tot zijn huwelijk in 1651 onder regentschap van zijn moeder. Hij deed verschillende pogingen om het gehele Siegerland te verkrijgen. In 1646 bezocht hij de keizer in Wenen om te protesteren tegen de inbezitneming van het graafschap door zijn oom Johan Maurits. Die had, na zijn terugkeer uit Brazilië, op 22 januari 1645 met zijn broers George Frederik en Hendrik en met 80 man gevolg met geweld Slot Siegen bezet, en had op 15 februari de hernieuwde huldiging van de burgers ontvangen, zij het ditmaal slechts voor twee derde van het graafschap. Johan Maurits wilde zich, om een einde te maken aan het voortdurende geruzie, strikt houden aan het testament van zijn vader uit 1621 en zijn neef Johan Frans Desideratus het hem toekomende derde deel laten. Reeds voor zijn vertrek naar Brazilië had hij zijn onderdanen op 25 oktober 1635 uitdrukkelijk gemachtigd de toen nog levende Johan ‘de Jongere’ als medelandsheer te erkennen. In 1645 deed Johan Maurits afstand van zijn rechten op het ambt Freudenberg, verleend bij het testament uit 1621, ten gunste van zijn broer George Frederik. Johan Frans Desideratus had in Wenen bij de keizer geen succes, en twee jaar later bekrachtigde keizer Ferdinand III tijdens het Congres van Westfalen het zo heftig betwiste testament van Johan ‘de Middelste’ uit 1621. Daarmee bleef voor Johan Frans Desideratus alleen het katholieke derde deel over, dat nu nog bekend staat als Johannland. De beide andere derde delen verenigde Johan Maurits in zijn hand, omdat zijn broer Willem al was overleden en hem zijn derde deel had nagelaten, en George Frederik in 1649 al zijn rechten aan Johan Maurits afstond. Het was dus deze laatste die het ambt Freudenberg bleef beheren.

## Overige leden van het huis

### Magdalena van Waldeck-Wildungen

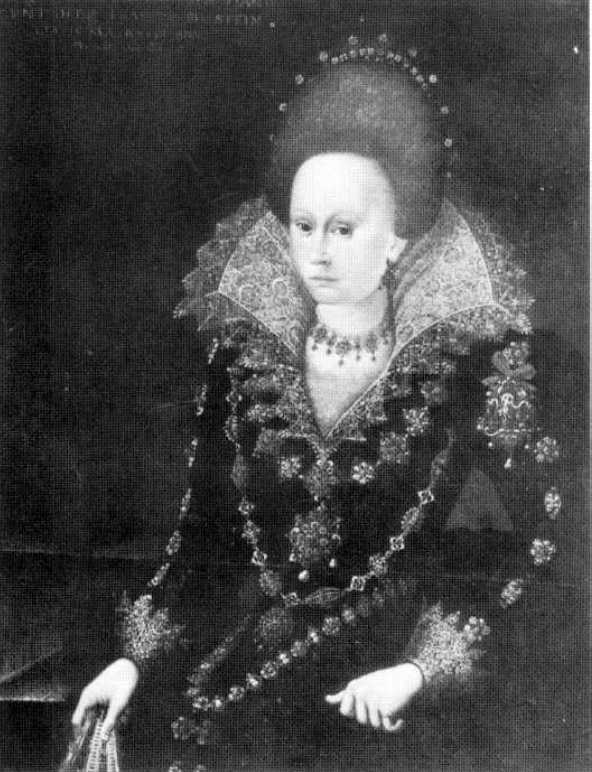
Hertogin Margaretha van Sleeswijk-Holstein-Sonderburg. Anoniem portret, 1611, Siegerlandmuseum, Siegen.

Gravin Magdalena van Waldeck-Wildungen (1558 – Slot Idstein, 9 september 1599) was de jongste dochter van graaf Filips IV van Waldeck-Wildungen en diens derde echtgenote gravin Jutta van Isenburg-Grenzau.
Magdalena huwde op Slot Hanau op 5 februari 1576 met graaf Filips Lodewijk I van Hanau-Münzenberg (21 november 1553 – Hanau, 4 februari 1580), de oudste zoon van graaf Filips III van Hanau-Münzenberg en paltsgravin Helena van Simmern. Filips Lodewijk volgde zijn vader in 1561 op en stond eerst onder regentschap van zijn oom graaf Johan VI ‘de Oude’ van Nassau-Siegen (Filips III van Hanau-Münzenberg en Johan VI ‘de Oude’ van Nassau-Siegen waren allebei zoons van gravin Juliana van Stolberg-Wernigerode). Filips Lodewijk overleed ‘Donnerstag nach Purificationis Mariæ, zwischen 4 und 5 Uhr Nachmittag durch eine Ohnmacht, welche ihre Gnaden ganz unversehentlich über Tisch und dem Spielen ankommen’. Uit het huwelijk van Magdalena en Filips Lodewijk werden vier kinderen geboren.
Magdalena hertrouwde op Slot Dillenburg op 9 december 1581 met graaf Johan VII ‘de Middelste’ van Nassau-Siegen. Johan ‘de Middelste’ was een neef van Magdalena’s eerste echtgenoot. Magdalena’s overgrootmoeder gravin Johanna van Nassau-Siegen, was een oudere zuster van graaf Johan V van Nassau-Siegen, de overgrootvader van Johan ‘de Middelste’. Magdalena’s betovergrootmoeder gravin Jutta van Eppstein-Münzenberg was een kleindochter van graaf Adolf I van Nassau-Siegen, de oudste broer van graaf Engelbrecht I van Nassau-Siegen, de grootvader van graaf Johan V. Uit het huwelijk van Magdalena en Johan ‘de Middelste’ werden twaalf kinderen geboren.
Magdalena werd op 13 september 1599 begraven in de grafkelder in de Evangelische Stadskerk in Dillenburg. Bernhard Textor schreef een Leichenpredigt voor Magdalena die in 1600 in Herborn werd uitgegeven. Op een tot nu toe onbekend tijdstip werd Magdalena bij haar echtgenoot Johan ‘de Middelste’ in de Nicolaaskerk in Siegen bijgezet. Op 29 april 1690 werden Magdalena en Johan overgebracht naar de Fürstengruft aldaar.

### Margaretha van Sleeswijk-Holstein-Sonderburg

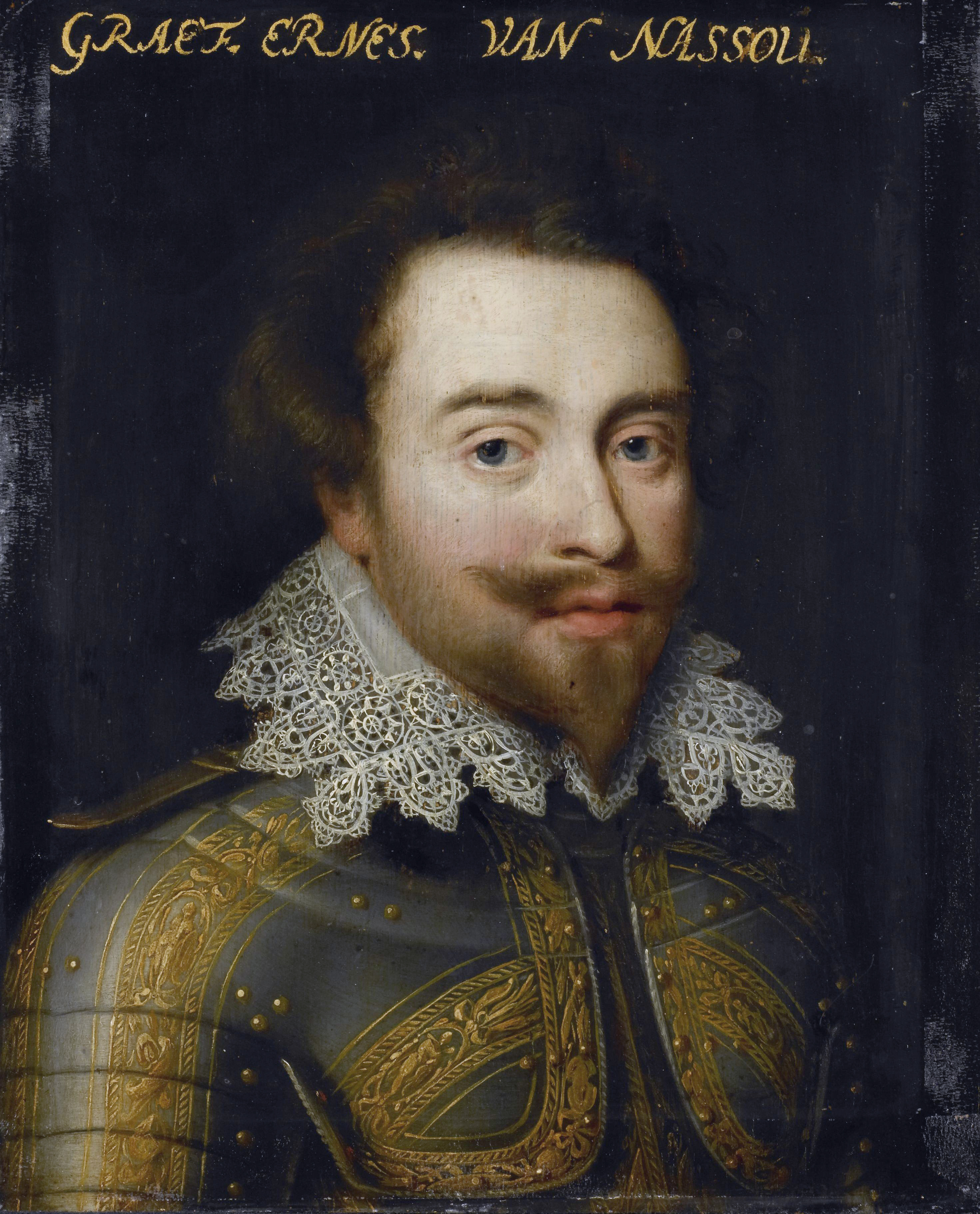
Graaf Johan Ernst van Nassau-Siegen. Atelier van Jan Antonisz. van Ravesteyn, ca. 1609-1633, Rijksmuseum Amsterdam.

Hertogin Margaretha van Sleeswijk-Holstein-Sonderburg (Haus Sandberg am Alsensund bij Sonderburg, 24 februari 1583 – Nassauischer Hof, Siegen, 10/20 april 1658) was de jongste dochter van hertog Johan ‘de Jongere’ van Sleeswijk-Holstein-Sonderburg en diens eerste echtgenote hertogin Elisabeth van Brunswijk-Grubenhagen. Margaretha’s vader was een jongere broer van koning Frederik II van Denemarken.
Margaretha huwde op Slot Rotenburg op 27 augustus 1603 met graaf Johan VII ‘de Middelste’ van Nassau-Siegen. Johan was weduwnaar van gravin Magdalena van Waldeck-Wildungen. Margaretha ontmoette Johan nadat hij had gediend als opperbevelhebber van het Zweedse leger in Lijfland. Ondanks dat hij al een zoon had die een jaar ouder was dan Margaretha, huwden ze. Uit het huwelijk van Margaretha en Johan werden dertien kinderen geboren.
Johans idee om de protestantse zaak goede leiders van een volksleger te geven, was de reden voor de in 1616 in Siegen gestichte Kriegsschule, waarschijnlijk de eerste militaire academie ter wereld. De vorsten die Johan om financiële hulp vroeg, gaven hem geen stuiver. Margaretha schreef in die tijd een brief aan koning Christiaan IV van Denemarken, waarin ze vroeg om de betaling van een oude schuld. Mogelijk heeft Deens geld gediend om de Kriegsschule te openen.
Koning Gustaaf II Adolf van Zweden landde op 24 juni 1630 in Duitsland om ten gunste van de protestanten in te grijpen in de Dertigjarige Oorlog. Graaf Lodewijk Hendrik van Nassau-Dillenburg trad op 1 december 1631 Zweedse dienst. Margaretha wendde zich daarop door bemiddeling van Lodewijk Hendrik tot Gustaaf Adolf en vroeg om hulp tegen de machinaties van haar stiefzoon Johan ‘de Jongere’ in de opvolgingsstrijd in het graafschap Nassau-Siegen. Bijgevolg zond de Zweedse koning op 14 februari 1632 vanuit Frankfurt een bevel aan Lodewijk Hendrik om zijn verwant Johan Maurits (de oudste zoon van Margaretha) militaire steun te verlenen. Lodewijk Hendrik bezette toen de stad Siegen met zijn regiment bestaande uit Nederlandse en Zweedse soldaten. Een dag later, op 29 februari, arriveerden Johan Maurits en zijn broer Hendrik in Siegen. Op 4 maart huldigden de burgers Johan Maurits en Hendrik.
Margaretha werd op 18/28 april 1658 begraven onder het koor van de Nicolaaskerk aldaar. Op 29 april 1690 werden Margaretha en Johan overgebracht naar de Fürstengruft aldaar.

### Johan Ernst (1582-1617)
Graaf Johan Ernst van Nassau-Siegen (Slot Siegen, 21 oktober 1582Jul. – Udine, 16/17 september 1617Jul.) was de oudste zoon van graaf Johan VII ‘de Middelste’ van Nassau-Siegen en diens eerste echtgenote, gravin Magdalena van Waldeck-Wildungen. Johan Ernst studeerde in 1595 in Kassel, en daarna in Genève. Later verbleef hij bij zijn oom Willem Lodewijk in Leeuwarden.
Johan Ernst diende sinds 1601 in het Staatse leger onder Maurits van Nassau, waar hij deel nam aan de verdediging van Oostende. Later diende hij als hopman in het regiment van zijn oom Ernst Casimir. Van mei tot juli 1603 nam hij deel aan het buitengewone gezantschap naar Londen om koning Jacobus I van Engeland te feliciteren met diens troonsbestijging, welk gezantschap verder bestond uit Frederik Hendrik van Nassau, raadspensionaris Johan van Oldenbarnevelt, Walraven III van Brederode en de Zeeuwse regent Jacob Valcke. Bij de eerste audiëntie trad er een komisch misverstand op toen Johan Ernst door Jacobus I voor Frederik Hendrik werd aangezien. Johan Ernst werd op 22 september 1603 benoemd tot kapitein. Bij het Beleg van Sluis in 1604 kreeg hij een schot in zijn been. Op 6 mei 1606 werd hij benoemd tot kolonel van het regiment Walen.
Johan Ernst nam in 1610 met Maurits van Nassau deel aan het Beleg van Gulik, waar hij als tweede bevelhebber werd aangesteld. Hij nam in 1615 deel aan de tocht van Frederik Hendrik van Nassau naar de Hanzestad Brunswijk, die in conflict was met hertog Frederik Ulrich van Brunswijk-Wolfenbüttel en door deze werd belegerd. Het Staatse leger trok dwars door neutraal gebied heen – met name het bisdom Münster – om de belegerde stad te ontzetten. Tot een gewapend treffen kwam het niet; toen Frederik Hendrik bij Schlüsselberg aan de Weser arriveerde, brak Frederik Ulrich het beleg op. De vader van Johan Ernst, Johan ‘de Middelste’, wist daarna een overeenkomst tussen de hertog en de stad te sluiten.
Het sluiten van het Twaalfjarig Bestand en het einde van de Gulik-Kleefse Successieoorlog benamen Johan Ernst de gelegenheid zich verder te onderscheiden. In 1616 vroeg de Republiek Venetië onder doge Giovanni Bembo hulp aan de Staten-Generaal in haar strijd met aartshertog Ferdinand van Binnen-Oostenrijk over de grenzen van Istrië en Friuli en de bescherming die Ferdinand verleende aan de Uskokken, beruchte zeerovers in de Adriatische Zee. Het verzoek betrof voetvolk en ruiterij. Johan Ernst verkreeg in een resolutie van 3 oktober 1616 toestemming van de Staten-Generaal om met een regiment voetvolk in dienst van de Republiek Venetië te treden. De toestemmig betrof een verlof van een jaar uit Staatse dienst om het bevel over 3000 man op zich te kunnen nemen.
Op 2 maart 1617 verliet Johan Ernst aan het hoofd van zijn soldaten de rede van Texel en kwam, na een voorspoedige tocht, op 4 april in Venetië aan. De doge van Venetië had hem tevoren reeds de rang en titel van Generaal der Hollanders of van het Hollands Krijgsvolk verleend. Johan Ernst arriveerde met zijn troepen bij Gradisca, een kleine doch sterke Oostenrijkse stad in het graafschap Görz, aan de rivier Isonzo, die reeds geruime tijd tevergeefs door de Venetianen werd belegerd. Aanvankelijk werden twee vijandelijke schansen door de Nederlanders veroverd, maar toen Johan Ernst gebruik wilde maken van de schrik van de belegerden, werd hem dat door de bevelhebber van de Venetianen verhinderd. Johan Ernst bleef met zijn troepen voor Gradisca, en ongetwijfeld was die stad bezweken, indien niet kort tevoren de vrede getekend was. Johan Ernst beleefde het sluiten van de vrede niet; hij overleed kort ervoor in Udine aan dysenterie. Zijn lichaam werd gebalsemd, en in een koets naar Venetië gebracht. Van daaruit werd zijn lichaam op kosten van de Republiek Venetië overgebracht naar Siegen, waar het op 19 april 1618 onder het koor van de Nicolaaskerk werd bijgezet. Johan Ernst werd op 29 april 1690 herbegraven in de Fürstengruft in Siegen.

### Elisabeth

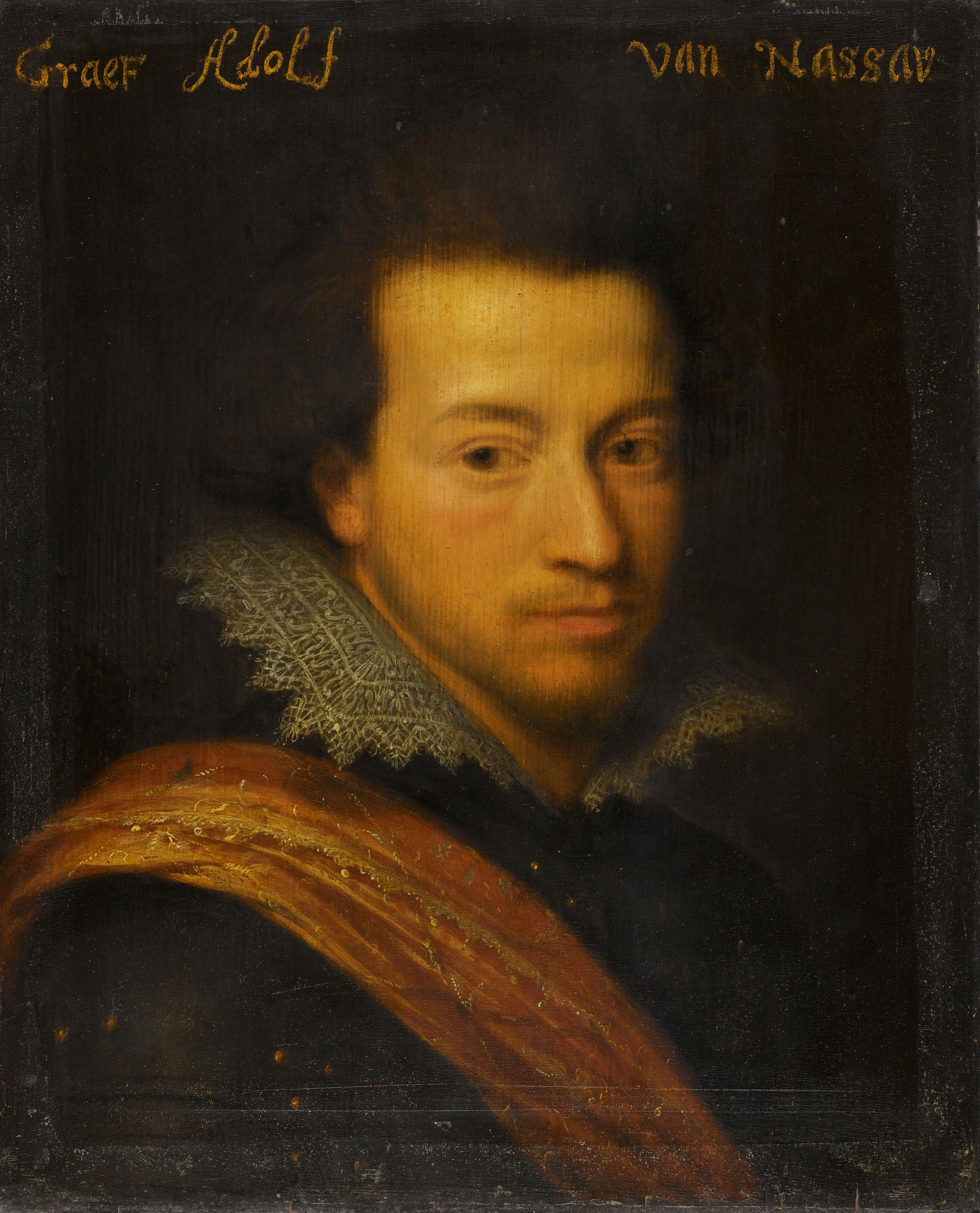
Graaf Adolf van Nassau-Siegen. Toegeschreven aan Jan Antonisz. van Ravesteyn, ca. 1609-1633, Rijksmuseum Amsterdam.

Gravin Elisabeth van Nassau-Siegen (Slot Dillenburg, 8 november 1584 – Landau, 26 juli 1661) was de oudste dochter van graaf Johan VII ‘de Middelste’ van Nassau-Siegen en diens eerste echtgenote, gravin Magdalena van Waldeck-Wildungen.
Elisabeth huwde in Wildungen in november 1604 met graaf Christiaan van Waldeck-Wildungen (Slot Eisenberg, 24/25 december 1585 – Burcht Waldeck, 31 december 1637). Uit dit huwelijk werden 15 kinderen geboren.

### Adolf

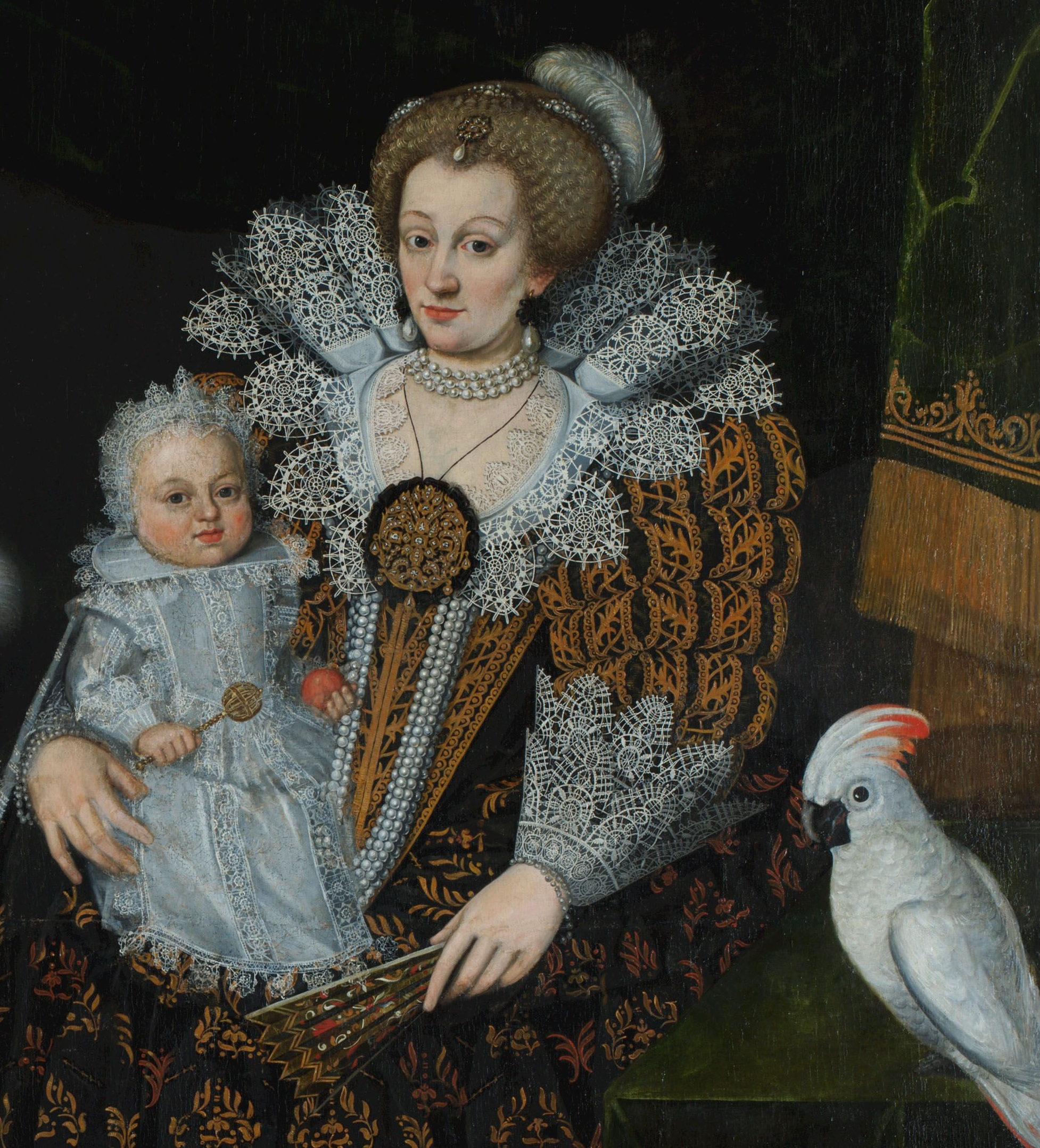
Landgravin Juliana van Hessen-Kassel, geboren gravin van Nassau-Siegen, met haar jongste dochter. Detail van schilderij van August Erich, 1618–1628, Gemäldegalerie Alte Meister, Museumslandschaft Hessen Kassel.

Graaf Adolf van Nassau-Siegen (Slot Dillenburg, 8 augustus 1586 – Xanten, 7 november 1608) was de derde zoon van graaf Johan VII ‘de Middelste’ van Nassau-Siegen en diens eerste echtgenote, gravin Magdalena van Waldeck-Wildungen. Hij werd op zondag 21 augustusJul. gedoopt.
Adolf studeerde in 1601 in Genève, en daarna in Bazel en in Frankrijk. Hij trad in 1604 in Staatse dienst en nam deel aan het Beleg van Oostende (1604) en het Beleg van Sluis (1604). Op 3 april 1606 werd hij benoemd tot ritmeester over een vaan van 86 ruiters. In 1608 woonde hij met zijn vader een wapenschouw bij in de Palts. Hij ondernam daarna een expeditie naar Luxemburg en sneuvelde op de terugtocht op 7 november 1608 bij Xanten. Hij werd op 23 november 1608 begraven in de Sint-Stevenskerk in Nijmegen. In 1901 werd er op initiatief van gemeente-archivaris Herman Diederik Joan van Schevichaven een gedenkplaat van 103 bij 64 cm aangebracht in het noordertransept van de Sint-Stevenskerk.

Adolf en zijn oudere broers Johan Ernst en Johan ‘de Jongere’ hadden de reputatie gokkers te zijn en een volstrekt ongepaste pracht en praal in hun kleding en voorkomen te vertonen. Hun vader schreef de jonge graven brieven vol vaderlijke vermaningen, waarin hij hen aanmaande zuinig te zijn, omdat hij niet wist wat hij met zijn zorgen en schulden aan moest. In een brief van 8 december 1608 beschouwde hij zelfs het sneuvelen van Adolf als straf van God en vermaande hij beide anderen, die met ‘einem ärgerlichen Leben mit Verschwendung fast allem, was ich in der Welt habe, durch Ehebrechen und Hurerei, Plünderung und Beraubung armer, unschuldiger Leute hoch und niederen Standen’ het graafschap Nassau-Siegen ruïneerden, om een ander, beter, en de naam Nassau waardig, leven te leiden.

### Juliana
Gravin Juliana van Nassau-Siegen (Slot Dillenburg, 3 september 1587 – Eschwege, 15 februari 1643) was de tweede dochter van graaf Johan VII ‘de Middelste’ van Nassau-Siegen en diens eerste echtgenote, gravin Magdalena van Waldeck-Wildungen.
Juliana werd opgevoed in de strenge calvinistische leer, maar kreeg ook les in oude en nieuwe talen. Naast haar broers en zussen woonden ook de stiefbroers en -zussen uit het eerste huwelijk van haar moeder in het kinderrijke huishouden op Slot Dillenburg. Ook het huwelijk van haar oudste stiefbroer, Filips Lodewijk II van Hanau-Münzenberg, met gravin Catharina Belgica van Nassau, een dochter van prins Willem van Oranje, werd hier in 1596 voltrokken, een feestelijk hoogtepunt uit Juliana's jeugd.
Slechts drie maanden na de dood van zijn eerste vrouw Agnes van Solms-Laubach, deed landgraaf Maurits ‘de Geleerde’ van Hessen-Kassel (Kassel, 25 mei 1572 – Eschwege, 15 maart 1632) in februari 1603 de vijftienjarige Juliana een huwelijksaanzoek. De Beilager vond plaats op Slot Dillenburg op 21 mei 1603Jul. en de Heimführung in Kassel op 4 juni 1603Jul.. Uit deze verbintenis werden tot 1628 zeven zonen en zeven dochters geboren.
Aangezien Maurits uit zijn eerste huwelijk drie zonen had, trachtte Juliana spoedig inkomsten en eigendomsrechten op haar kinderen te doen overgaan. Uiteindelijk zorgde zij ervoor dat een kwart van het landgraafschap Hessen-Kassel – het zogenaamde Rotenburger Quart – aan haar nakomelingen werd overgedragen om hen in overeenstemming met hun status te onderhouden. Nadat haar oudste zonen Herman en Frederik zonder erfgenamen waren gestorven, ontstond hieruit de door landgraaf Ernst gestichte zijlinie Hessen-Rheinfels-Rotenburg.
Ondanks haar calvinistische opvoeding leidde Juliana samen met Maurits een tamelijk representatief hofleven, maar ze hechtte altijd belang aan haar financiële onafhankelijkheid en hield zorgvuldig haar uitgaven bij. Zij kon haar belangstelling voor het staatsbestuur in praktijk brengen nadat zij de desbetreffende kennis had opgedaan in het Rotenburger Quart, dat zij aanvankelijk samen met haar oudste zoon Herman bestuurde. Toen Maurits in 1627 moest aftreden, bleef Juliana aanvankelijk op Slot Kassel wonen en verhuisde zij in 1629 met haar kinderen naar Rotenburg an der Fulda, terwijl Maurits aanvankelijk in Frankfurt en later in Eschwege woonde. Geconfronteerd met de oorlogsdreiging zocht Juliane in 1631 weer kort onderdak op Slot Kassel en woonde daarna tot haar dood in de Nassauer Hof aan de Fulda, later Packhof vor der Schlagd genaamd, dat Maurits haar al in 1617 geschonken had.
In het familieconflict met Maurits kwam Juliana eerst op voor haar eigen belangen en daarna voor die van haar kinderen, echter zonder dat het tot een confrontatie met haar stiefzoon, de regerende landgraaf Willem V, kwam. Maar ze was ook heel actief in het conflict binnen haar eigen familie Nassau-Siegen. Ze kwam op voor de calvinisten in het graafschap Nassau-Siegen die te lijden hadden onder de rekatholiseringspogingen van haar tot de katholieke kerk bekeerde en in Spaanse dienst staande broer Johan VIII.
Zelfs in de buitenlandse politiek trad Juliana zelfbewust op; zo woonde zij in 1627 de keurvorstendag te Mulhouse bij en droeg ze bij tot de toenadering tussen de linies Hessen-Kassel en Hessen-Darmstadt in het zogenaamde ‘hoofdakkoord’. Van verreikende betekenis was het door haar in 1630 door bemiddeling van haar Oranje-Nassauverwanten opgenomen contact met Zweden, dat leidde tot het Zweeds-Hessische verbond van Werben in het volgende jaar, dat het landgraafschap Hessen-Kassel stevig aan Zweden bond.
Juliana werd op 23 maart 1643 begraven in Kassel. Adolphus Fabritius schreef een Leichenpredigt voor haar, die in 1643 in Kassel werd uitgegeven.

### Anna Maria
Gravin Anna Maria van Nassau-Siegen (Slot Dillenburg, 3 maart 1589 – 22 februari 1620) was de derde dochter van graaf Johan VII ‘de Middelste’ van Nassau-Siegen en diens eerste echtgenote, gravin Magdalena van Waldeck-Wildungen.
Anna Maria huwde in Dillenburg op 3 februari 1611Jul. met Johan Adolf van Daun-Falkenstein-Broich (ca. 1581 – 13 maart 1653), graaf van Falkenstein en Broich. Uit dit huwelijk werden vijf kinderen geboren.

### Johan Albert

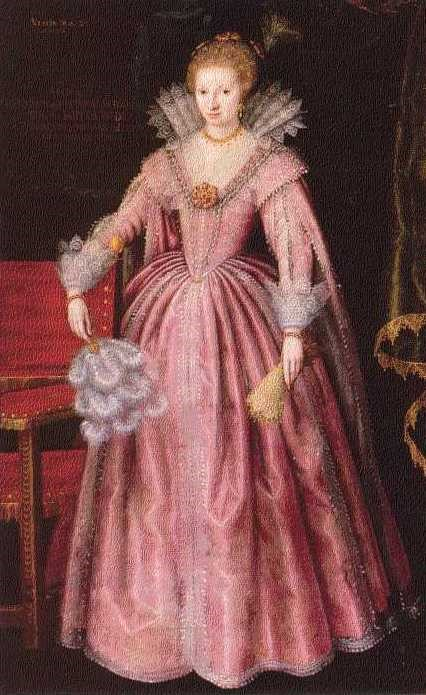
Vrouwe Anna Johanna van Brederode, geboren gravin van Nassau-Siegen. Anoniem portret, 1620, Slot Braunfels.

Graaf Johan Albert van Nassau-Siegen (Dillenburg, 8 februari 1590 – aldaar, 1590) was de vierde zoon van graaf Johan VII ‘de Middelste’ van Nassau-Siegen en diens eerste echtgenote, gravin Magdalena van Waldeck-Wildungen. Johan Albert werd op 22 februari gedoopt in Dillenburg, tegelijk met zijn neef Johan Filips van Nassau-Dillenburg. Hij overleed nog datzelfde jaar en werd begraven in de Evangelische Stadskerk in Dillenburg.

### Anna Johanna
Gravin Anna Johanna van Nassau-Siegen (Slot Dillenburg, 2 maart 1594Jul. – Den Haag, december 1636) was de vierde dochter van graaf Johan VII ‘de Middelste’ van Nassau-Siegen en diens eerste echtgenote, gravin Magdalena van Waldeck-Wildungen. Ze werd op 17 maartJul. gedoopt in Siegen. Sinds 29 juli 1612 verbleef ze in de adellijke abdijen van Keppel en Herford.
Anna Johanna huwde op Slot Broich bij Mülheim an der Ruhr op 19 juni 1619 met Johan Wolfert van Brederode (Heusden (?), 12 juni 1599 – Kasteel Petersheim bij Maastricht, 3 september 1655), heer van Brederode, Vianen, Ameide en Cloetingen. Johan Wolfert bracht al zijn goederen ten huwelijk, terwijl Anna Johanna 12.000 gulden meebracht, waarvan de rente 600 gulden per jaar bedroeg, en haar eigen goederen en sieraden. Als weduwengoed kreeg zij het Huis Haaften en 4000 gulden per jaar toegezegd. Volgens een ooggetuige werd het huwelijkscontract en de testamenten getekend op 19 juni en ‘habe dauraufhin die Kopulation stattgefunden und die Hochzeit bis auf Mittwoch, den 23. Juni, gewährt’. Na afloop van de feestelijkheden vertrok het jonge paar per koets naar Wesel, waarna men met het jacht van prins Maurits naar Vianen voer. In het reisgezelschap bevonden zich ook twee broers van Anna Johanna, namelijk Willem en de veertienjarige Johan Maurits. Een schilderij van Cornelis Vroom in het stadhuis van Vianen toont de aankomst van het paar op de Lek. Uit dit huwelijk werden twaalf kinderen geboren.
Op 16 maart 1620 werd hun eerste kind geboren, een dochter Sofia Theodora. De grootvader, Johan ‘de Middelste’, feliciteerde in zijn brief van 4 april 1620 uit Rheinfels de ouders met de geboorte van hun dochter, maar zelf zou hij een zoon geprefereerd hebben.
Groot was de vreugde toen op 25 september 1628 de langverwachte zoon, Walraven, werd geboren. Drie dagen na de geboorte stuurde Johan Wolfert de drost van Vianen naar de Staten van Holland met het bericht dat zijn vrouw was bevallen van ‘een jonge Soon, weesende sijnen eersten Soon, die hy dagte op te trekken om het Land dienst te mogen doen’. Hij verzocht de Staten om als peters over de doop te willen staan. De Staten voteerden een royale pillegift van 1800 gulden. Het jongetje overleed echter enkele dagen later, op 1 oktober. Het verdriet daarover drong ook tot de buitenwereld door. Joost van den Vondel wijdde in De Rijnstroom, een gedicht over de Rijn, dat hij aan Johan Wolfert opdroeg, enkele strofen aan het verlangen naar een zoon.
Bij de doop van Henriëtte Amalia van Nassau, de dochter van prins Frederik Hendrik en Amalia van Solms-Braunfels, op 23 november 1628, was Anna Johanna doopgetuige.
De Brederodes resideerden gewoonlijk op Kasteel Batenstein in de noordwesthoek van de stad Vianen. Het kasteel was fraai gemeubileerd en de wanden waren behangen met tapijten en goudbehang. Het echtpaar ontving in Vianen veelvuldig gasten, waaronder prins Frederik Hendrik en Amalia van Solms-Braunfels, de graven van Nassau en Solms, de burggraven van Dohna en leden van de Staten van Holland, die er vorstelijk onthaald werden. 
Omdat Johan Wolfert vanwege zijn functies veelvuldig in Den Haag moest zijn, kocht hij in 1626 van Emilia van Nassau een representatief pand aan de Lange Vijverberg nr. 3.

Nadat Johan Wolfert op 27 januari 1630 benoemd werd tot gouverneur van de stad ʼs‑Hertogenbosch en de Meierij, betrok het gezin het college van de Jezuïeten als ambtswoning. De magistraat van de stad schonk in 1631 kostbare tapijten voor het paleis en droeg bij in de reiskosten van Anna Johanna, elegant verpakt in een fraaie beurs, als zij de stad aandeed.
Het jaar 1630 was voor het echtpaar een moeilijk jaar. Anna Johanna bracht in maart en oktober doodgeboren kinderen ter wereld. Bovendien overleed in augustus Theodora van Haaften, de moeder van Johan Wolfert. In oktober 1631 bracht Anna Johanna opnieuw een doodgeboren kind ter wereld.
Anna Johanna werd begraven in de Grote Kerk in Vianen.
Een van de meest intrigerende vragen in de iconografie van de Brederodes is of de hofschilder Anthonie van Dyck er een bijdrage aan heeft geleverd. Van Dyck bracht in de vroege zomer van 1631 een bezoek aan Den Haag waar hij onder andere de portretten van prins Frederik Hendrik, diens vrouw Amalia en hun zoon Willem vervaardigde. Mogelijk heeft hij bij dezelfde gelegenheid ook Anna Johanna vereeuwigd. Haar portret dat zich tot in de Tweede Wereldoorlog op Schloss Schlobitten bevond en daar ten prooi is gevallen aan de vlammen, vertoont verbluffende overeenkomsten met het portret dat Van Dyck maakte van Amalia van Solms-Braunfels. Niet alleen zijn de compositie en de kleding identiek, ook hebben beide vrouwen een voorname vorstelijke uitstraling. Van Dyck stond erom bekend, dat hij zijn modellen wist te flatteren, zonder de gelijkenis geweld aan te doen. Johan Wolfert hield dit portret van zijn eerste vrouw in ere. In 1646, tien jaar na haar overlijden, hing het nog in zijn ‘cantoir’ op Kasteel Batestein.

### Frederik Lodewijk
Graaf Frederik Lodewijk van Nassau-Siegen (2 februari 1595 – Dillenburg, 22 april 1600Jul.) was de zesde zoon van graaf Johan VII ‘de Middelste’ van Nassau-Siegen en diens eerste echtgenote, gravin Magdalena van Waldeck-Wildungen. Hij werd op 24 april 1600Jul. begraven in de Evangelische Stadtkirche in Dillenburg.

### Magdalena
Gravin Magdalena van Nassau-Siegen (23 februari 1596 – 6 december 1662) was de vijfde en jongste dochter van graaf Johan VII ‘de Middelste’ van Nassau-Siegen en diens eerste echtgenote, gravin Magdalena van Waldeck-Wildungen. Vanaf 1622 verbleef Magdalena de meeste tijd in de abdij van Herford, waar ze sinds 1628 het ambt van decanes bekleedde.
Uit de erfenis van haar ouders kon Magdalena 6875 gulden vorderen, waarover Oranje-Nassau 343 gulden aan rente betaalde, alsmede: 100 gulden aan jaarlijkse kosten tot haar huwelijk, en 200 gulden na haar huwelijk. Ze vorderde 4000 gulden aan huwelijksgeld, 1000 gulden aan bruidsschat, en 1500 gulden voor hoedkoorden, trouwring, koets en paard. Al deze gelden werden echter zeer traag uitbetaald en Magdalena zag zich genoodzaakt de Nassause raadsheren bijna voortdurend aan te manen om haar geld te krijgen. In het algemeen geeft haar leven een triest beeld van de interne verhoudingen van de kleine vorstenhuizen tijdens de Dertigjarige Oorlog – een beeld van verarming en hulpeloosheid.

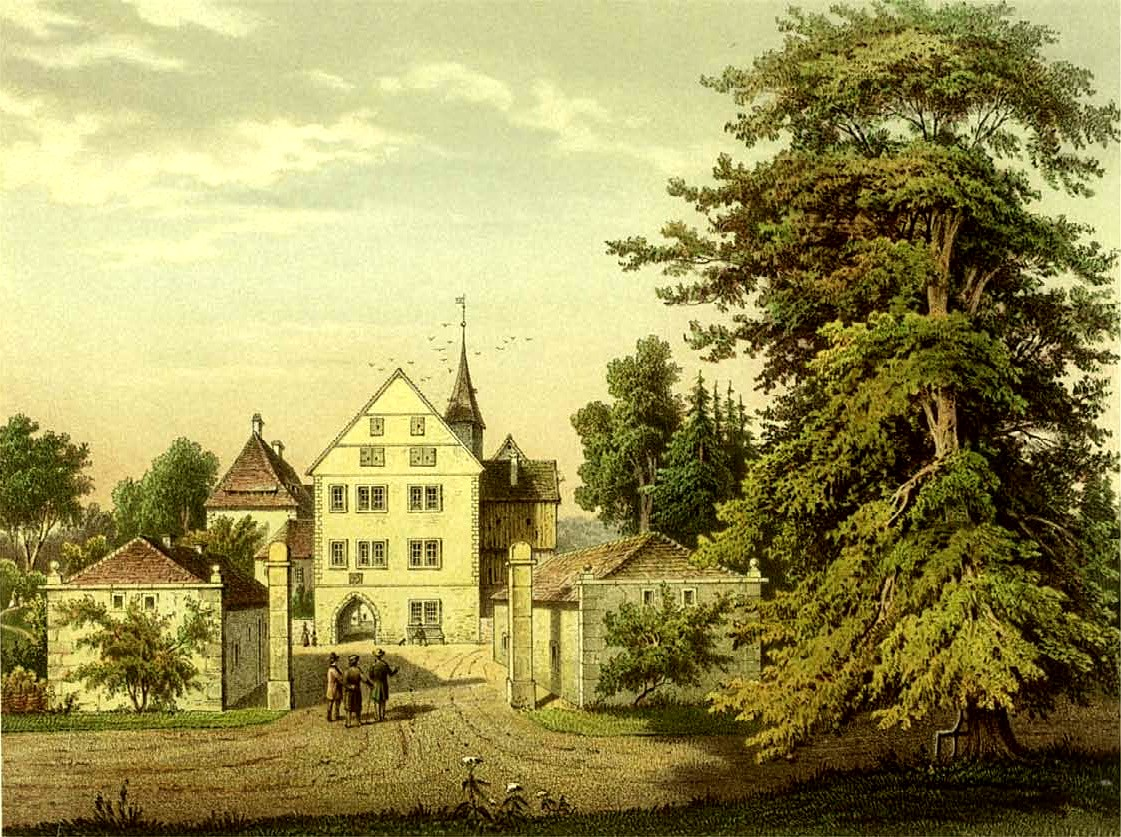
Het landgoed Grevenburg, weduwengoed van Magdalena. Schilderij van Alexander Duncker, 1857–1883.

Magdalena huwde in augustus 1631 met Bernhard Moritz Freiherr von Oeynhausen-Velmede (1602 – Leipzig, 20 november 1632). Na het overlijden van haar man begaf Magdalena zich naar het haar toegekende weduwengoed Grevenburg, waar graaf Simon Lodewijk van Lippe-Detmold in maart 1633 van landgraaf Willem V van Hessen-Kassel voor haar een sauvegarde verkreeg, waarbij hij de landgraaf tevens verzocht de diensten van haar man aan de keizerlijke zijde niet tegen haar te gebruiken.
In de zomer van 1634 stierf haar zwager Rab Arnd von Oeyhausen, aan wiens sterfbed zij stond, waardoor Magdalena de laatste mannelijke beschermheer werd ontnomen. Tegelijkertijd ontstonden de hevigste geschillen over het verkregen deel van Grevenburg, dat zowel door de gravin en haar schoonmoeder en schoonzusters, deze gesteund door hun beschermvrouwe, de gravin van Schaumburg, geboren gravin van Lippe-Varenholz, als ook Adam Arnd von Oeynhausen als volgende en rechtmatige opvolger van het leengoed in bezit werd genomen. Beide partijen wendden zich nu tot Simon Lodewijk van Lippe-Detmold, die via zijn moeder nauw verwant was met Magdalena, maar die tevens leenheer van Grevenburg was. Ook landgraaf George II van Hessen-Darmstadt deed in mei 1635 een beroep op hem ten gunste van de erfgenamen van de inmiddels overleden Adam Arnd von Oeynhausen.
Uit de brieven van Magdalena spreekt overal haar diepe liefde voor haar overleden echtgenoot, ‘mit dem sie nur sechs Monate zu Grevenburg gewohnt habe’ en in een vertrouwelijke brief aan Simon Lodewijk van Lippe-Detmold, waarschijnlijk gedateerd 20 november 1635, schrijft zij: ‘Ich bin so von ganzem Herzen betrübt, ich weiß mir keinen Rath mehr. Heute ist der unglückselige Tag der Jahrzeit, daß ich in den elenden Stand meiner Trübseligkeit getreten bin und mit dem, so ich in der Welt über Alles geliebet, alles meines Glückes und Wohlfahrt beraubet bin, und keinen andern Trost weiß ich zu finden, als in Glauben und Hoffnung zu leben, der liebe Gott werde uns in ewiger Freude wieder zusammenbringen’. Tegelijkertijd toonde Magdalena echter ook tegenover haar verwanten de beste wil om de geschilpunten in der minne te schikken en betreurde zij oprecht de dood van Adam Arnd von Oeynhausen in april 1635. Kort daarna, op 20 juni 1635, werd Grevenburg door de Zweden grondig geplunderd en werden Magdalena en haar nicht Louise van Waldeck-Wildungen beroofd van al hun bezittingen. Voor de daaropvolgende jaren ontbreekt nadere informatie over haar.
Magdalena hertrouwde op 25 augustus 1642 met Philipp Wilhelm Freiherr von Innhausen und Knyphausen (20 maart 1591 – Bremen, 5 mei 1652). Over dit huwelijk schreef zij in hetzelfde jaar aan de regering van Nassau: ‘Sie habe viel Jammer und Elend ausstehen müssen und wegen Nichteinbringung ihrer Ehegelder sei sie von den Angehörigen ihres ersten Ehemannes sehr übel gehalten und ihr gedroht, sie aus dem Witthum zu stoßen. Dies habe sie sich zu Herzen gezogen und weil es der Höchste so geschickt, daß der Wohlgeborene Philipp Wilhelm Freiherr zu Knyphausen sie zur Ehe begehrt, so habe sie ihren früher gefaßten Entschluß, ihr mühseliges Leben im Wittwenstande endigen zu wollen, soweit geändert und damit sie ein sicheres Bleibens habe, in die Heirath gewilligt. Sie wolle nun nach Hamburg wo ihr Gemahl jetßt seine Wohnung habe’.
In 1651 stelde Magdalena een vordering in tegen Johann Melchior von Oeynhausen voor achterstallig vruchtgeld van de Grevenburg. Op 5 mei 1652 overleed ook haar tweede echtgenoot en begon de geldnood opnieuw. Op 27 juli van dat jaar schreef ze opnieuw aan Johann Melchior over haar aanspraken en beschreef zij haar benauwde situatie, aangezien het contract tussen haar man en graaf Anton Günther van Oldenburg niet tot stand was gekomen en hij daarom geen geld wilde uitbetalen. In 1656 schreef ze naar Nassau: De middelen van haar tweede echtgenoot waren niet groot en zij moest met een klein bedrag genoegen nemen. Daarbij klaagde zij zeer over de achterstallige betalingen die Oranje-Nassau haar nog moest doen. In datzelfde jaar werd haar de hoop gegeven dat ze betaald zou worden als ze haar eisen wat zou minderen. Ze eiste toen namelijk in totaal aan kapitaal, rente en schuld 45.496 gulden.
Magdalena overleed op 6 december 1662, waarschijnlijk te Verden, waar zij in 1658 haar testament maakte, waarin zij een kapitaal van 600 Thaler, dat de stad Steinheim haar schuldig was, naliet aan het gast- en weeshuis te Bremen. Op 29 november 1662 maakte ze een tweede testament.
Uit de levensbeschrijving van Magdalena in Von Oeynhausen & Grotefend (1889) blijkt niet dat uit haar huwelijk met Bernhard Moritz von Oeynhausen-Velmede kinderen werden geboren. Immers na het overlijden van haar zwager is sprake van een erfgenaam uit een andere tak uit de familie. Dek (1968), p. 277 daarentegen vermeldt dat Magdalena in de 15 maanden dat het huwelijk duurde twee kinderen kreeg. Het huwelijk van Magdalena en Philipp Wilhelm von Innhausen und Knyphausen bleef kinderloos.

### Johan Frederik
Graaf Johan Frederik van Nassau-Siegen (10 februari 1597 – 1597) was de zevende en jongste zoon van graaf Johan VII ‘de Middelste’ van Nassau-Siegen en diens eerste echtgenote, gravin Magdalena van Waldeck-Wildungen. Hij werd in 1598 begraven in de Evangelische Stadtkirche in Dillenburg.

### Willem Otto
Graaf Willem Otto van Nassau-Siegen (Slot Dillenburg, 23 juni 1607 – bij Wolfenbüttel, 14 augustus 1641) was de derde zoon van graaf Johan VII ‘de Middelste’ van Nassau-Siegen en diens tweede echtgenote, hertogin Margaretha van Sleeswijk-Holstein-Sonderburg. Willem Otto studeerde in 1622 in Kassel.
Willem Otto diende in de Dertigjarige Oorlog in het Zweedse leger onder hertog Bernhard van Saksen-Weimar. Toen deze in 1639 overleed vermaakt hij aan Willem Otto een rijpaard en 10.000 Rijnlandse daalders. Willem Otto bezette in 1639 Kreuznach en Bingen en in 1640 Braunfels. Hij sneuvelde in een ruitergevecht bij Wolfenbüttel, en werd op 16 september 1641 in Kassel begraven.
Willem Otto was de enige van de vele zonen van Johan VII ‘de Middelste’ die nooit in dienst stond van de Republiek.

### Louise Christina
Gravin Louise Christina van Nassau-Siegen (Slot Siegen, 8 oktober 1608 – Château-Vilain bij Sirod (Jura), 29 december 1685Greg.) was de oudste dochter van graaf Johan VII ‘de Middelste’ van Nassau-Siegen en diens tweede echtgenote, hertogin Margaretha van Sleeswijk-Holstein-Sonderburg. Louise Christina werd op 11 november 1608 gedoopt in Siegen.
Louise Christina huwde in Nozeroy op 4 juli 1627 met Philippe François de Joux dit de Watteville (ca. 1605 – Bletterans, 1636), markies van Conflans, graaf van Bussolin. Louise Christina bekeerde zich tot de katholieke kerk ter gelegenheid van haar huwelijk. Uit het huwelijk werden vijf kinderen geboren. Ze werd begraven in Sirod.

### Sophia Margaretha
Gravin Sophia Margaretha van Nassau-Siegen (Slot Siegen, 16 april 1610 – Kasteel Wisch, Terborg, 8/18 mei 1665) was de tweede dochter van graaf Johan VII ‘de Middelste’ van Nassau-Siegen en diens tweede echtgenote, hertogin Margaretha van Sleeswijk-Holstein-Sonderburg.
Sophia Margaretha huwde op Kasteel Wisch in Terborg op 13 januari 1656 met graaf George Ernst van Limburg-Stirum (Botmurde, 29 augustus 1593 – september 1661), graaf van Bronckhorst, heer van Wisch, Lichtenvoorde en Wildenborch. George Ernst was weduwnaar van gravin Magdalena van Bentheim-Tecklenburg. Uit dat huwelijk was één dochter geboren: Maria Magdalena van Limburg-Stirum. Die dochter was in 1646 gehuwd met Sophia Margaretha’s jongere broer Hendrik. Het huwelijk van Sophia Margaretha en George Ernst bleef kinderloos, waarna Maria Magdalena haar vader opvolgde.
Sophia Margaretha werd eerst begraven in Kasteel Wisch in Terborg en op 17 juli 1669 herbegraven in de Fürstengruft te Siegen.

### Maria Juliana
Gravin Maria Juliana van Nassau-Siegen (Slot Siegen, 14 augustus 1612 – Neuhaus an der Elbe, 21 januari 1665Jul.) was de derde dochter van graaf Johan VII ‘de Middelste’ van Nassau-Siegen en diens tweede echtgenote, hertogin Margaretha van Sleeswijk-Holstein-Sonderburg.
Maria Juliana huwde in Treptow op 13 december 1637 met hertog Frans Hendrik van Saksen-Lauenburg (9 april 1604 – 26 november 1658). Uit dit huwelijk werden zes kinderen geboren.

### Amalia
Gravin Amalia van Nassau-Siegen (Slot Siegen, 2 september 1613 – Sulzbach, 24 augustus 1669Greg.) was de vierde dochter van graaf Johan VII ‘de Middelste’ van Nassau-Siegen en diens tweede echtgenote, hertogin Margaretha van Sleeswijk-Holstein-Sonderburg.
Amalia huwde eerst in Alt-Stettin op 23 april 1636 met Herman Wrangel af Salmis (in Lijfland, 29 juni 1587 – Riga, 11 december 1643) en hertrouwde in Stockholm op 27 maart 1649 met paltsgraaf Christiaan August van Sulzbach (Sulzbach, 26 juli 1622 – aldaar, 23 april 1708). Uit het eerste huwelijk werden zeven kinderen geboren en uit het tweede huwelijk vijf.

### Bernhard
Graaf Bernhard van Nassau-Siegen (Slot Siegen, 18 november 1614 – aldaar, 6 januari 1617Jul.) was de vijfde zoon van graaf Johan VII ‘de Middelste’ van Nassau-Siegen en diens tweede echtgenote, hertogin Margaretha van Sleeswijk-Holstein-Sonderburg. Bernhard werd op 23 januari 1617 begraven onder het koor van de Nicolaaskerk in Siegen. Op 29 april 1690 werd hij herbegraven in de Fürstengruft aldaar.

### Christiaan
Graaf Christiaan van Nassau-Siegen (Slot Siegen, 16 juli 1616 – bij Düren, 1/11 april 1644) was de zesde zoon van graaf Johan VII ‘de Middelste’ van Nassau-Siegen en diens tweede echtgenote, hertogin Margaretha van Sleeswijk-Holstein-Sonderburg. Christiaan studeerde in 1631 in Leiden.
In 1632 woonde Christiaan het beleg van Maastricht bij. In 1633 trad hij in Hessische dienst. Hij raakte in 1636 gewond in de strijd om Hanau.
Christiaan huwde ca. 1641 met Anna Barbara von Quadt-Landskron-Rheinbach. Het huwelijk bleef kinderloos.
In 1642 ging Christiaan over naar het keizerlijke leger en werd kolonel van de kurassiers. Hij sneuvelde bij Düren en werd op 4/14 juni 1644 begraven in de Evangelische Stadskerk in Dillenburg. Op een tot nu toe onbekend tijdstip werd hij overgebracht naar Siegen om te worden bijgezet in de Fürstengruft aldaar.

### Catharina

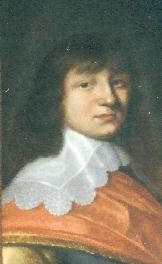
Graaf Johan Ernst van Nassau-Siegen (1618-1639). Detail van een schilderij in het Stadhouderlijk Hof, Leeuwarden.

Gravin Catharina van Nassau-Siegen (Slot Siegen, 1 augustus 1617 – Nassauischer Hof, Siegen, 31 augustus 1645) was de vijfde dochter van graaf Johan VII ‘de Middelste’ van Nassau-Siegen en diens tweede echtgenote, hertogin Margaretha van Sleeswijk-Holstein-Sonderburg.
Catharina bleef ongehuwd en woonde bij haar moeder in de Nassauischer Hof. Ze werd op 12/22 september 1645 begraven onder het koor van de Nicolaaskerk in Siegen. Op 29 april 1690 werd ze herbegraven in de Fürstengruft aldaar.

### Johan Ernst (1618-1639)
Graaf Johan Ernst van Nassau-Siegen (Slot Siegen, 8 november 1618Jul. – São Salvador da Bahia de Todos os Santos, Brazilië, 23 november 1639) was de zevende en jongste zoon van graaf Johan VII ‘de Middelste’ van Nassau-Siegen en diens tweede echtgenote, hertogin Margaretha van Sleeswijk-Holstein-Sonderburg. Hij werd op 10 januari 1619Jul. gedoopt in Siegen en werd genoemd naar zijn oudste, een jaar eerder overleden, halfbroer Johan Ernst.
Johan Ernst nam onder prins Frederik Hendrik dienst in het Staatse leger. Hij vergezelde zijn oudste broer Johan Maurits naar Brazilië en diende als zeeofficier op de ‘Alkmaar’. Hij overleed aan de rode loop op 23 november 1639 aan boord van de ‘Alkmaar’ in São Salvador da Bahia de Todos os Santos, en werd op 1 december begraven in de calvinistische kerk in Mauritsstad (Recife in Pernambuco).
Naar hem werd het eerste door de Hollanders in Mauritsstad gebouwde bolwerk Vesting Ernestus genoemd.

### Elisabeth Juliana
Gravin Elisabeth Juliana van Nassau-Siegen (Slot Siegen, 1 mei 1620Jul. – Wesel, 13 mei 1665) was de zesde en jongste dochter van graaf Johan VII ‘de Middelste’ van Nassau-Siegen en diens tweede echtgenote, hertogin Margaretha van Sleeswijk-Holstein-Sonderburg.
Elisabeth Juliana huwde in de Nassauischer Hof in Siegen op 9/19 augustus 1647 met graaf Bernhard van Sayn-Wittgenstein-Berleburg-Neumagen (30 november 1620 – Slot Ghoor, 13 december 1675). Het huwelijk bleef kinderloos.
Elisabeth Juliana werd eerst begraven in Kasteel Wisch in Terborg en op 17 juli 1669 herbegraven in de Fürstengruft te Siegen.